# Ecclesia et Synagoga
Vous lisez un « bon article » labellisé en 2024.

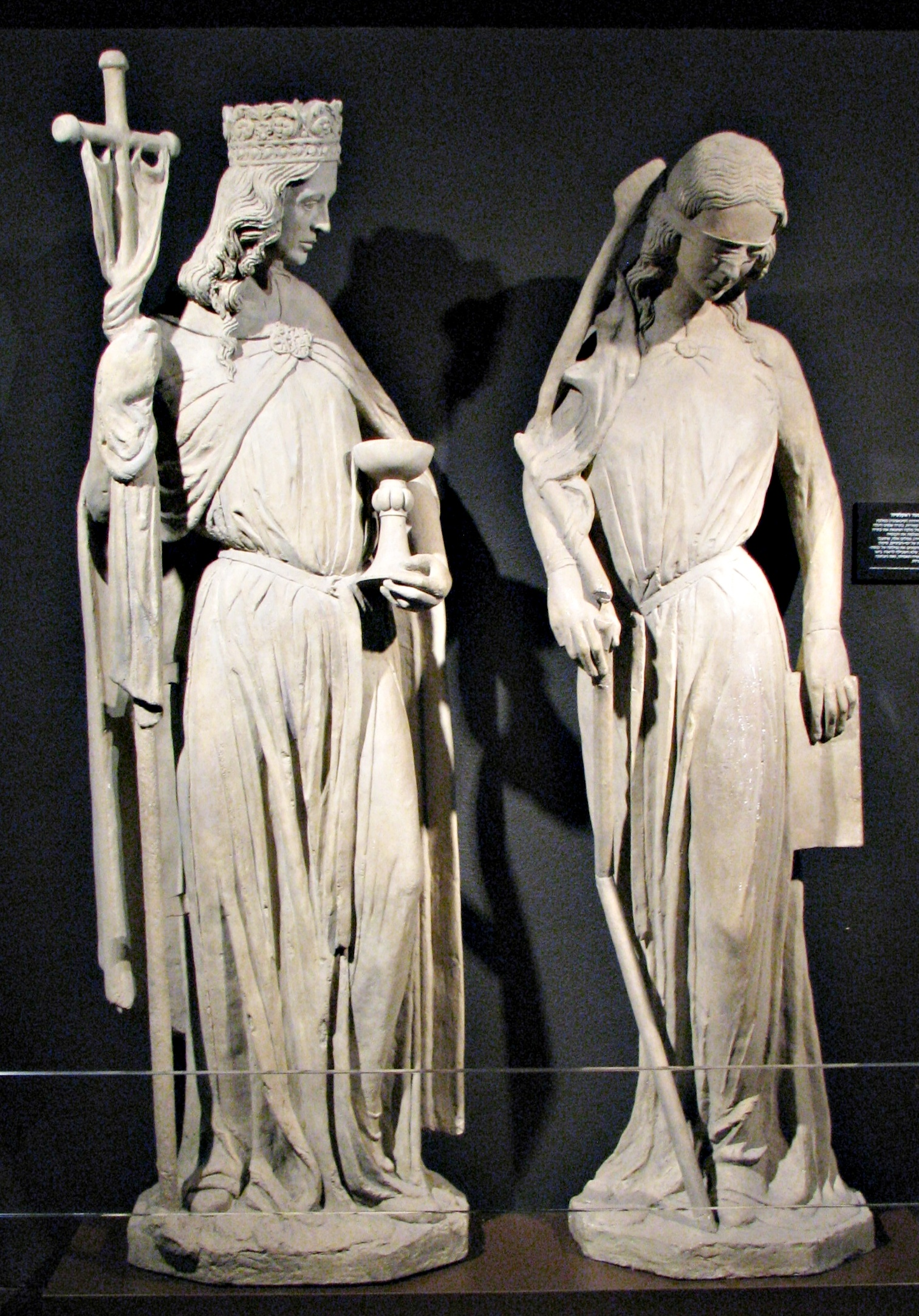
Ecclesia et Synagoga, statues du portail sud de la cathédrale de Strasbourg. (Copies exposées au musée de la Diaspora, à Tel Aviv.)

Ecclesia et Synagoga (« l'Église et la Synagogue », en latin) est une double allégorie fréquente dans l'art chrétien du Moyen Âge. Deux femmes sont représentées, l'une et l'autre jeunes et belles. Ecclesia symbolise le christianisme, et Synagoga le judaïsme, mais plus précisément son « aveuglement » spirituel, puisque, selon le point de vue chrétien, le peuple juif n'a pas su reconnaître la divinité de Jésus-Christ.
L'Église catholique, placée à la droite du Christ, apparaît sous les traits d'une figure royale : la tête haute, coiffée d'une couronne, elle tient dans sa main un sceptre ou une hampe crucifère. À l'inverse, la Synagogue est tête nue, le visage détourné, les cheveux défaits, les yeux couverts d'un bandeau ; elle tient une lance brisée et parfois sa main gauche laisse échapper les Tables de la Loi ou les rouleaux de la Torah.
Thème récurrent de la théologie de la substitution, où le christianisme, « véritable Israël », remplace le judaïsme, et où la Nouvelle Alliance marque sa supériorité sur l'Ancienne, cette image chargée d'antijudaïsme traverse toute l'iconographie chrétienne médiévale à partir du IXe siècle sous forme de statuettes et de plaques de reliure en ivoire, de miniatures, de peintures, de vitraux et surtout de sculptures. Si l'image de l'Église triomphante demeure inchangée au fil du temps, celle de la Synagogue devient de plus en plus dévalorisante, jusqu'à se confondre avec celle du diable au XVe siècle.

## Origines du thème

### Étymologie
Les termes latins ecclesia et synogoga sont calqués sur deux mots grecs, ἐκκλησία et συναγωγή, ekklêsia et sunagôgê, qui désignent la même chose : une assemblée, mais la signification de ces deux synonymes, dans le christianisme primitif, a vite acquis une connotation religieuse. Sous l'influence d'Augustin, développée au début du IXe siècle par le Liber officialis d'Amalaire de Metz, cette évolution sémantique a abouti à une métonymie qui désigne aussi bien le lieu de culte que le peuple qui s'y réunit, de sorte qu'à l'époque médiévale « Ecclesia » représente l'Église chrétienne, par opposition à « Synagoga » qui symbolise le peuple et la religion d'Israël.

### Visées apologétiques
L'image du « voile » qui recouvre le visage des enfants d'Israël est déjà présente dans la Deuxième épître aux Corinthiens :

« Nous ne faisons pas comme Moïse, qui mettait un voile sur son visage, pour que les fils d'Israël ne fixassent pas les regards sur la fin de ce qui était passager. Mais ils sont devenus durs d'entendement. Car jusqu'à ce jour le même voile demeure quand ils font la lecture de l'Ancien Testament, et il ne se lève pas, parce que c'est en Christ qu'il disparaît. Jusqu'à ce jour, quand on lit Moïse, un voile est jeté sur leurs cœurs ; mais lorsque les cœurs se convertissent au Seigneur, le voile est ôté ».

Ce passage s'inscrit dans l'apologétique de la Nouvelle Alliance et de la théologie de la croix défendue par Paul. On ne saurait toutefois parler de théologie de la substitution à propos d'une « nouvelle alliance », annoncée par le Livre de Jérémie (31:31), qui ne fait que compléter l'ancienne. Michel Quesnel note à cet égard que « l'adjectif grec traduit par "ancien" (palaios) indique une antériorité qui demeure ». Néanmoins, lorsque Paul, dans son allusion au Livre de l'Exode (34:29-35), décrit Moïse descendant de la montagne en se voilant la face, ce voile apparaît comme un « symbole d'obscurcissement » que seul le souffle de l'Esprit du Christ pourra lever afin que la Révélation atteigne le stade ultime de son dévoilement. En d'autres termes, quand Paul préconise que la Torah soit lue à la lumière de l'enseignement du Christ, « le nouveau se surajoute à l'ancien sans s'y substituer ».
L'idée de l'« aveuglement » des Juifs, qui se développe dès le IIe siècle, répond aux mêmes visées apologétiques que Paul mais cette fois sur le mode de la substitution, telle qu'elle est formulée par Justin Martyr dans son Dialogue avec Tryphon,. Justin évoque les deux filles de Laban en citant le Livre de la Genèse : « L'aînée s'appelait Leah, et la cadette Rachel. Leah avait les yeux délicats ; mais Rachel était belle de taille et belle de figure (Gn 29:16-17) ». S'appuyant sur ce verset, Justin dit au Juif Tryphon : « Leah est ton peuple et la Synagogue, tandis que Rachel est notre Église : Leah a les yeux faibles, et les yeux de ton esprit sont aussi faibles ».
Un ouvrage polémique du Ve siècle semble avoir durablement marqué la thématique littéraire de l'antijudaïsme médiéval. Il s'agit de l'Altercatio Ecclesiae et Synagogae, texte longtemps attribué par erreur à Augustin. Cette œuvre apologétique s'emploie à délégitimer le judaïsme en mettant en scène deux femmes, Ecclesia et Synagoga, qui se disputent l'héritage des promesses de Dieu dans l'Ancien Testament. À la fin, Synagoga, injuriée, insultée et vaincue par Ecclesia, admet qu'elle n'a pas compris le message des prophètes,.Toutefois, autant la double personnification se manifeste déjà à travers ces stéréotypes, autant l'influence directe de l'Altercatio sur l'iconographie des siècles suivants reste débattue, étant donné que les deux femmes paraissent avoir un certain âge, contrairement aux représentations ultérieures.
Pour de nombreux chrétiens, au Moyen Âge, le sort du judaïsme détrôné et le spectacle de la Synagogue humiliée font écho au Livre des Lamentations : « La couronne de notre tête est tombée ! Malheur à nous, parce que nous avons péché ! Si notre cœur est souffrant, si nos yeux sont obscurcis, c'est que la montagne de Sion est ravagée »,.

## Répertoire iconographique

### Premières images

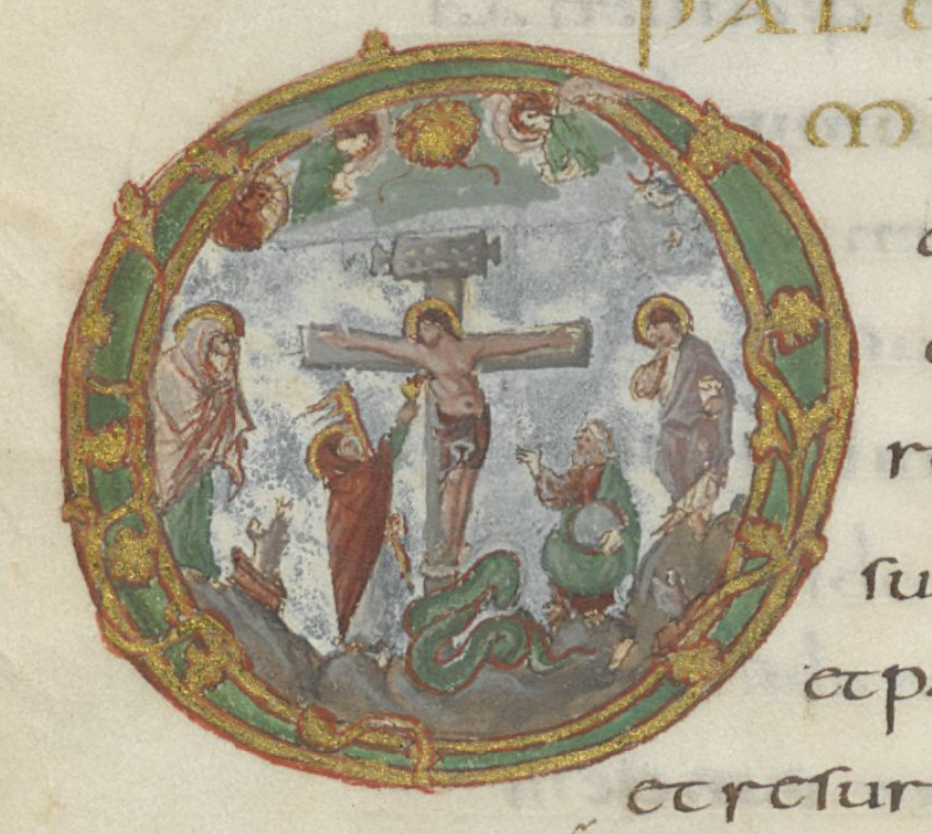
Sacramentaire de Drogon.

Dans l'iconographie chrétienne, la figure la plus ancienne est celle d'Ecclesia, seule et en majesté, notamment dans des scènes de Crucifixion et de Descente de croix. Dès les débuts du christianisme, et pendant plusieurs siècles, l'art sacré a représenté l'Église, « épouse du Christ », sous les traits d'une reine couronnée, dans une imagerie où elle possède des attributs comparables à ceux de la reine de Saba mais aussi des impératrices byzantines, ou encore de « Maria Regina », leurs codes iconographiques étant sensiblement les mêmes.
La première attestation connue de la double allégorie d'Ecclesia et de Synagoga est une miniature du Sacramentaire de Drogon (v. 830), typique de l'art carolingien. Cette œuvre commandée par l'évêque Drogon de Metz dépeint déjà Ecclesia sous l'aspect d'une femme munie d'un étendard qui tend un calice pour recueillir le sang du Christ. Elle ne porte pas de couronne. Sur la droite, un vieil homme aux cheveux blancs symbolise le judaïsme. 

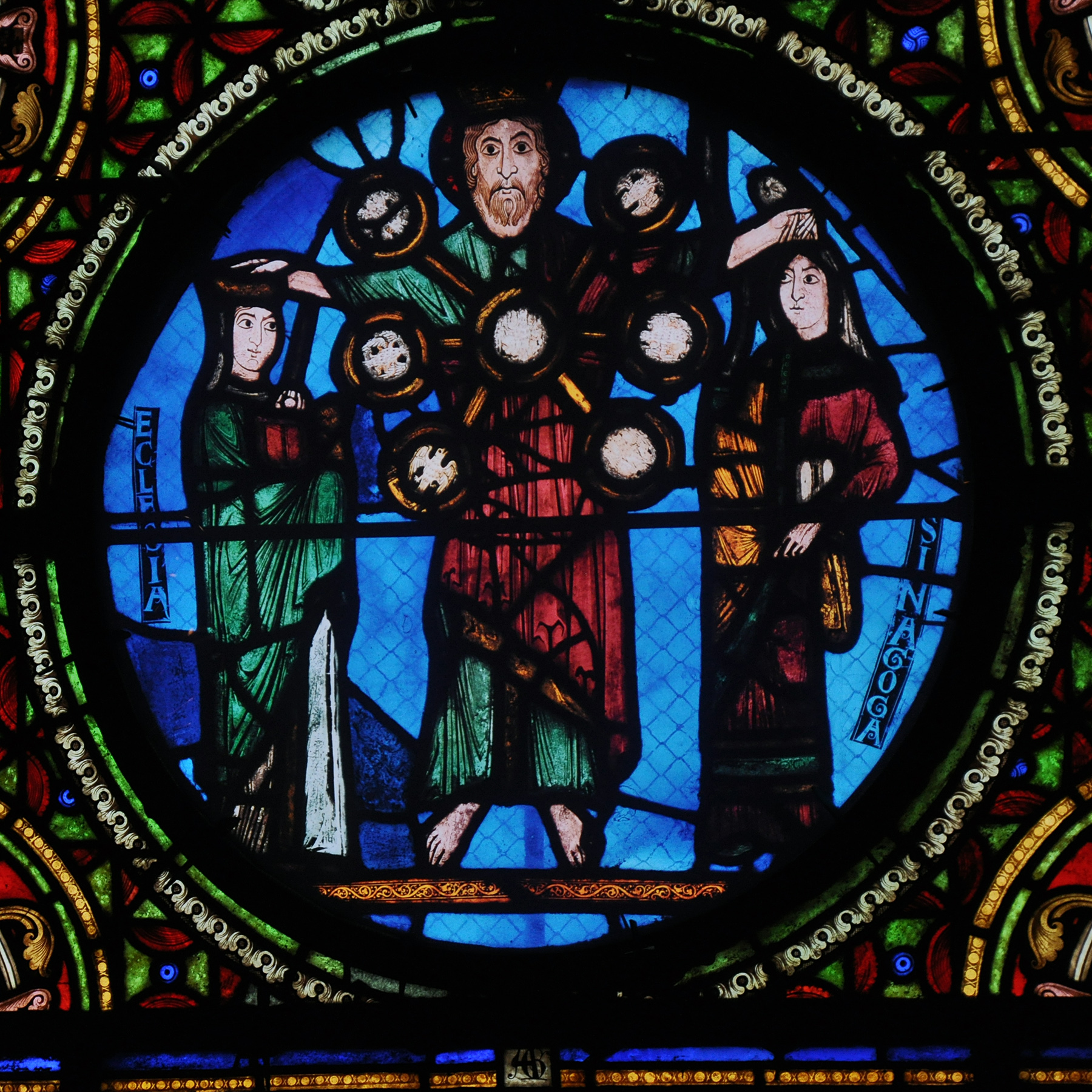
Vitrail Ecclesia et Synagoga, commande de l'abbé Suger, basilique Saint-Denis, XIIe siècle.

Depuis l'époque carolingienne jusqu'à la fin du premier millénaire, l'Ancienne et la Nouvelle Alliance, assimilées à deux jeunes femmes, figurent sur l'ivoire de couvertures de livres dans la région de Metz ainsi que dans différentes miniatures, le plus souvent liées à la Crucifixion. Tandis que l'Église reste auprès de la croix, sur sa droite, la Synagogue, placée sur sa gauche, s'en éloigne, mais en emportant sa lance porte-étendard dans une attitude empreinte de dignité,, voire de défi : altière, rebelle, dédaigneuse, elle n'est pas encore le personnage humilié, vaincu, que mettront en scène les siècles suivants selon le « système d'avilissement » analysé par Jules Isaac dans Genèse de l'antisémitisme (1956).
C'est à partir de la première croisade que les normes artistiques connaissent une évolution révélatrice de l'esprit du temps et de la perception des Juifs par l'Occident chrétien, à mesure que se multiplient vexations, interdictions et accusations à leur encontre. 
Au XIIe siècle, sur le vitrail dit « anagogique » de la basilique Saint-Denis, réalisé sur une commande de l'abbé Suger, les deux Testaments sont simultanément présents. Si le message sous-jacent est bien celui du triomphe de la Nouvelle Loi, l'Église reçoit sa couronne de la main droite du Christ pendant que celui-ci, de sa main gauche, ôte le voile des yeux de la Synagogue, qui garde les paupières ouvertes.

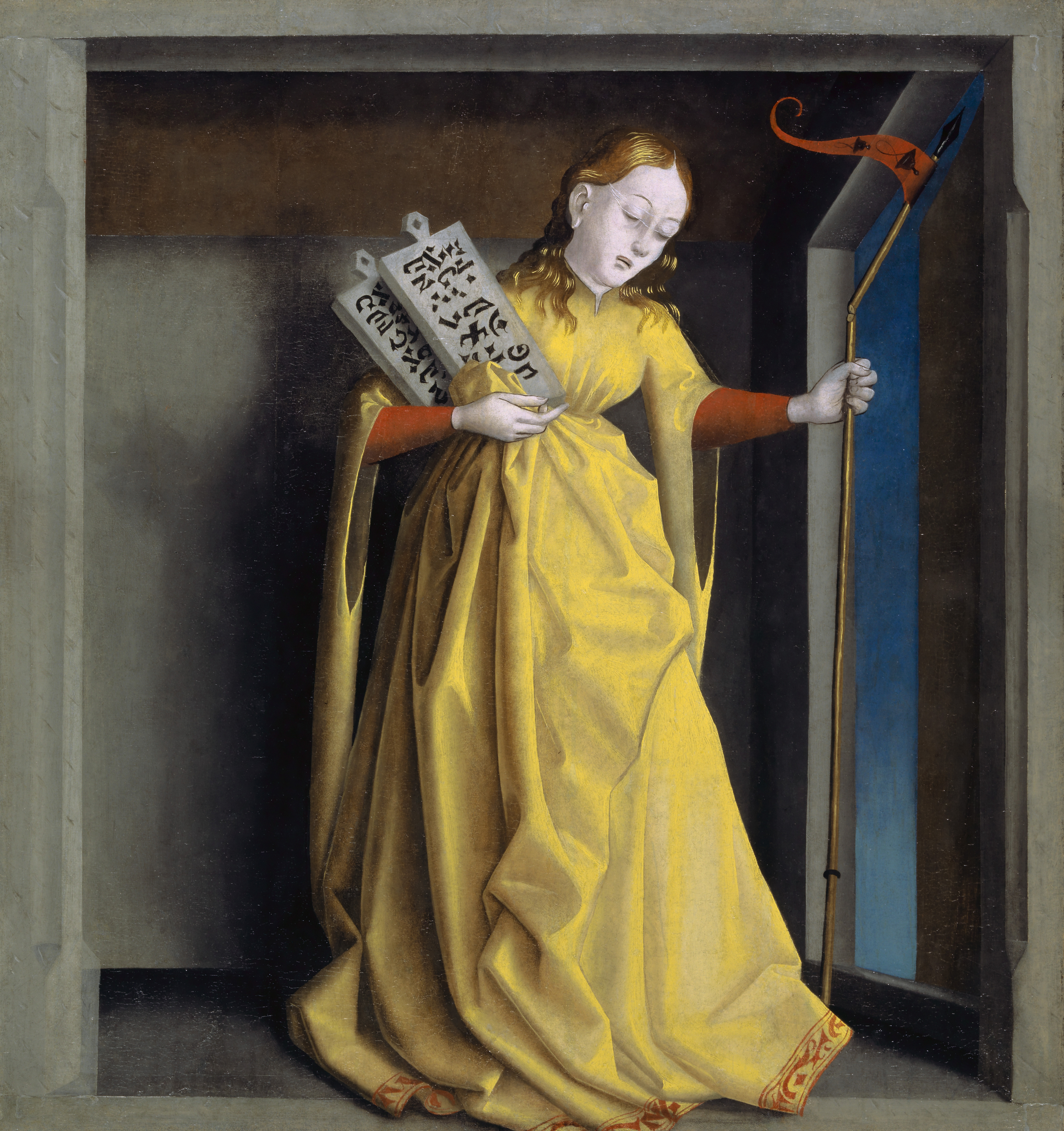
Synagoga, par Konrad Witz, Retable du Miroir du Salut, v. 1435, Kunstmuseum (Bâle).

Dans le domaine pictural, Synagoga est souvent vêtue d'une robe jaune, ce qui correspond à une symbolique précise : à partir du Moyen Âge, cette couleur est une marque d'infamie associée à Judas et donc à la trahison des « Juifs perfides », appelés à la conversion depuis le VIIe siècle dans la prière Oremus et pro perfidis Judaeis. Jaunes étaient la rouelle et le chapeau pointu qu'ont dû porter les Juifs depuis les XIIe et XIIIe siècles.

### Triomphe de l'Église et déchéance de la Synagogue
La place des Juifs dans les sociétés occidentales a évolué après le Xe siècle et surtout le XIIe siècle. Venus des régions méditerranéennes et proche-orientales, ils forment dorénavant de vastes communautés en Europe du Nord, principalement en Rhénanie, et cette importance grandissante peut être mise en relation avec la véhémente réaffirmation de la théologie de la substitution, qui peut être perçue comme une réaction. De surcroît, la Renaissance du XIIe siècle voit se nouer des contacts entre les exégètes juifs et chrétiens, ce qui amène ces derniers à s'apercevoir que le judaïsme, loin d'être une sorte de bibliothèque, de dépôt d'archives, comme l'Église se plaisait jusqu'alors à l'imaginer, est une foi vivante et par conséquent un rival potentiel.
L'interaction de l'exégèse et de l'allégorie dans la mentalité chrétienne de cette époque a été étudiée par Gilbert Dahan, qui souligne que l'une et l'autre reposent sur des antithèses. En effet, elles ont en commun de « se développe[r] volontiers à partir de personnages opposés, cette opposition étant souvent réduite à une confrontation ». De même que Rachel et Leah personnifient respectivement Ecclesia et Synagoga dans le Dialogue avec Tryphon, de même d'autres figures issues de la typologie chrétienne ont pour fonction de faire ressortir l'antinomie, car « toute une série de contrastes définissent ainsi l'opposition entre Synagogue et Église : Jérusalem d'en bas/Jérusalem d'en haut, esclavage/liberté […] et donc juifs/chrétiens ».

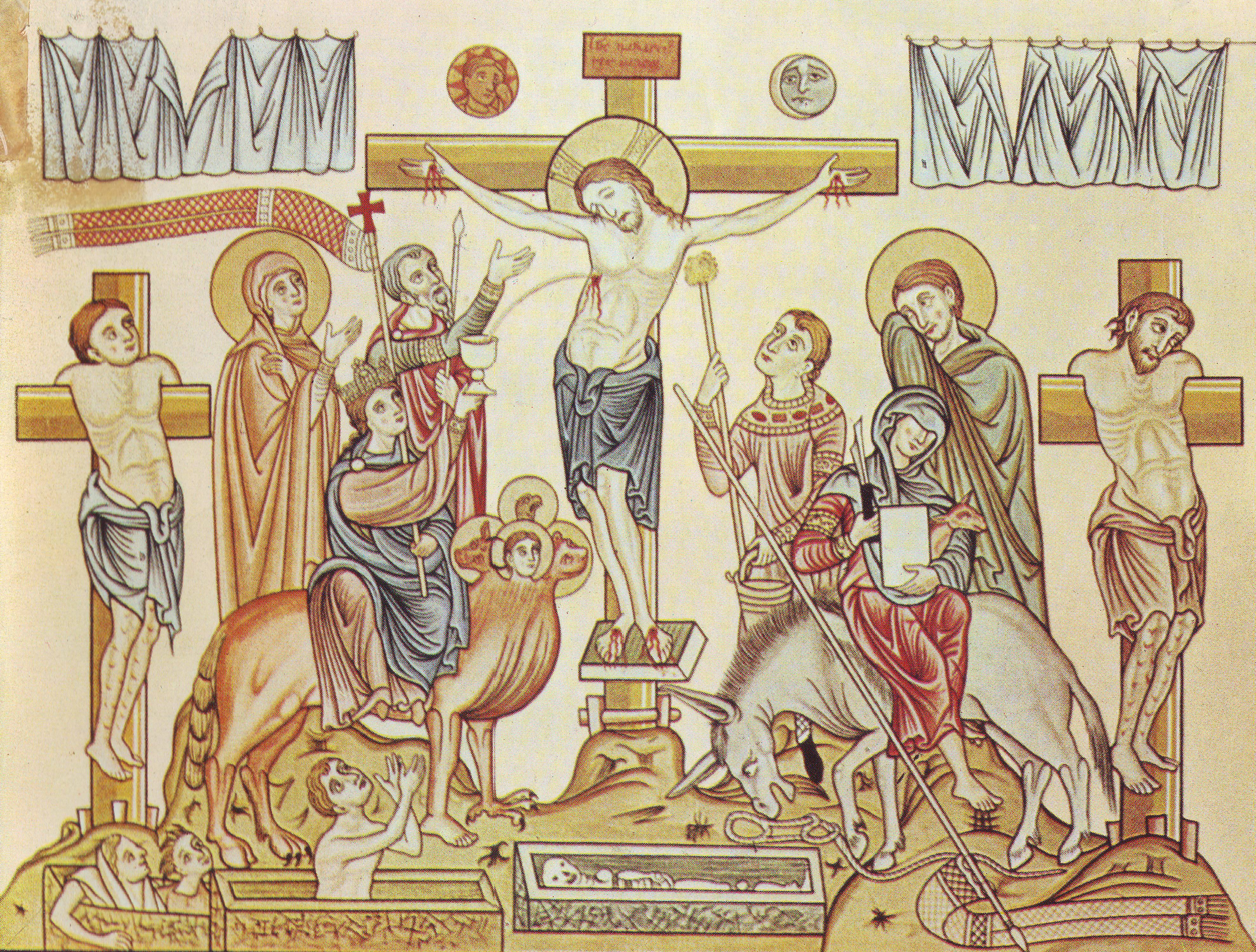
Crucifixion du Hortus deliciarum de Herrade de Landsberg, fin du XIIe siècle. Les yeux de Synagoga (à droite) sont aveuglés mais elle ne porte pas de bandeau.

C'est donc pendant cette période que le contraste se marque davantage entre les deux personnages : face à l'Église victorieuse et couronnée, le bandeau et la lance brisée de la Synagogue deviennent de plus en plus visibles, et sa déchéance s'exprime plus nettement à mesure que l'antijudaïsme se fait plus virulent et que la mort de Jésus est imputée aux Juifs, accusés de déicide.
Dans les scènes de Crucifixion, Ecclesia, épouse mystique du Christ selon la tradition catholique, tient dans une main un calice où se répand le sang du Crucifié et, dans l'autre main, la hampe crucifère de son étendard ; symétriquement, une tête de bouc, de mouton ou de chèvre, aux pieds de Synagoga ou entre ses mains, évoque les sacrifices pour le culte du Temple de Jérusalem prescrits dans l'Ancien Testament. Ainsi, dans le Hortus deliciarum composé à la fin du XIIe siècle par Herrade de Landsberg, Synagoga, tête détournée et inclinée, est assise sur un âne indocile, aveuglée par sa coiffe abaissée, serrant dans ses mains un couteau et un bouquetin pendant que son drapeau traîne sur le sol. Sur la gauche, Ecclesia, levant son regard vers le Christ placé au centre, chevauche un animal tétramorphe qui réunit les symboles des quatre évangélistes, le lion de Marc, l'homme ailé de Matthieu, le taureau de Luc et l'aigle de Jean.
Jusqu'au début du XIVe siècle, les deux figures continuent à se côtoyer dans diverses miniatures et plaques d'ivoire, mais, à partir du XIIIe siècle, l'essentiel de la thématique cesse de se concentrer dans les enluminures pour se déployer dans un art monumental : la statuaire. Les deux sculptures sont alors placées à l'extérieur des cathédrales et des églises de l'Europe du Nord,.
S'instaure à cette époque un jeu de renvoi entre les deux figures, où le regard du spectateur ne s'attarde sur l'une que par rapport à l'autre, Ecclesia en fonction de Synagoga, puis en sens inverse, de part et d'autre des portails. Comme les deux jeunes femmes se ressemblent, dotées d'une même silhouette et d'un même visage, rien ne les distingue que leurs attitudes et leurs attributs.

### La Synagogue déchue

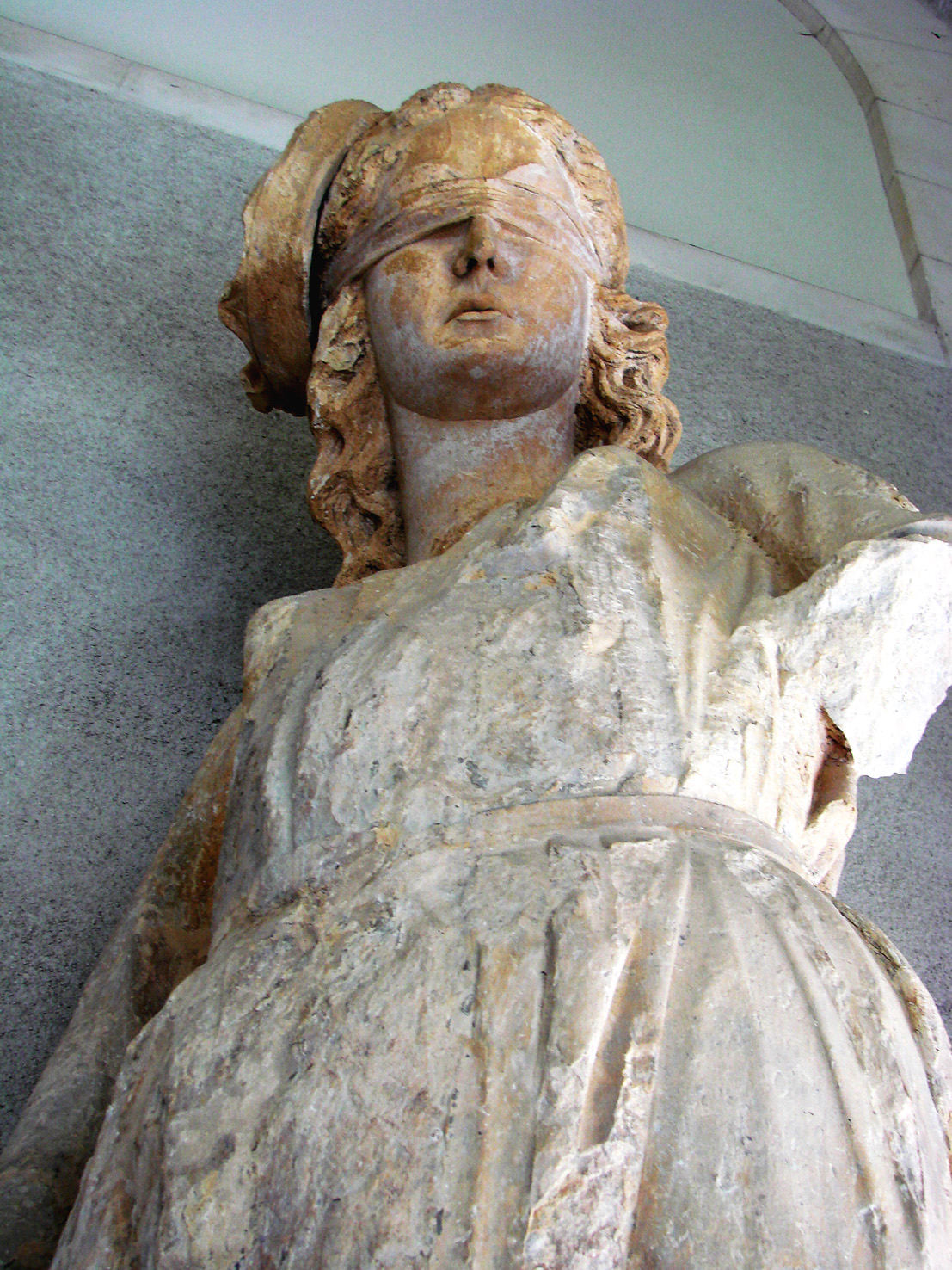
Synagoga de Notre-Dame de Reims (XIIIe siècle), aujourd'hui conservée au palais du Tau.

La corrélation entre l'augmentation des communautés juives en Europe du Nord et l'évolution de la représentation de l'Église et de la Synagogue dans la statuaire médiévale a été relevée par Viollet-le-Duc, qui remarque dans le tome 5 de son Dictionnaire raisonné de l'architecture française du XIe au XVIe siècle :

« Vers le commencement du XIIIe siècle, les constructeurs de nos cathédrales, se conformant à l'esprit du temps, […] prétendirent […] indiquer à la foule des fidèles la distinction qu'il faut établir entre la loi Nouvelle et l'Ancienne ; c'est pourquoi, à une place apparente, sur ces façades, ils posèrent deux statues de femme, l'une tenant un étendard qui se brise dans ses mains, ayant une couronne renversée à ses pieds, laissant échapper des tablettes, baissant la tête, les yeux voilés par un bandeau ou par un dragon qui s'enroule autour de son front : c'est l'Ancienne loi, la Synagogue, reine déchue dont la gloire est passée, aveuglée par l'esprit du mal, ou incapable au moins de connaître les vérités éternelles de la Nouvelle loi. L'autre statue de femme porte la couronne en tête, le front levé ; son expression est fière ; elle tient d'une main l'étendard de la foi, de l'autre un calice ; elle triomphe et se tourne du côté de l'assemblée des apôtres, au milieu de laquelle se dresse le Christ enseignant : c'est la loi Nouvelle, l'Église […]. Nous ne possédons plus en France qu'un très petit nombre de ces statues. L'église de Saint-Seurin de Bordeaux a conservé les siennes, ainsi que la cathédrale de Strasbourg. L'Église et la Synagogue manquent parmi les statues de nos grandes cathédrales vraiment françaises […] ; elles n'existent qu'à Paris. On doit observer à ce propos que les statues de l'Église et de la Synagogue, mises en parallèle et occupant des places très apparentes, ne se trouvent que dans des villes où il existait, au moyen âge, des populations juives nombreuses ».

La métaphore de la Synagogue déchue et de l'Église triomphante se retrouve entre autres parmi les sculptures des cathédrales de Metz, de Bamberg, de Worms, de Magdebourg, de Minden, de Trèves ou de Fribourg-en-Brisgau. D'autres versions sont présentes dans les cathédrales de Reims, de Bordeaux, ou encore, en Angleterre, à Rochester, Lincoln, Salisbury et Winchester.
Il en va tout autrement en Italie, où l'inventaire établi par Bernhard Blumenkranz et Dominique Bozo permet de constater l'absence de la double allégorie dans la statuaire extérieure des cathédrales et des églises, à l'exception de Sainte-Justine de Padoue et de Saint-Martin de Lucques. À l'intérieur des édifices, « le thème reste rare et ne se trouve que dans les chaires sculptées de Parme, de Pise, de Sienne et de Pistoia ». D'une manière plus générale, il existe une différence notable entre la virulence de l'antijudaïsme en Europe du Nord et l'attitude plus conciliante que l'on peut observer dans l'Europe méditerranéenne.

## De la déchéance à la diabolisation

### Paris: l'image dégradée

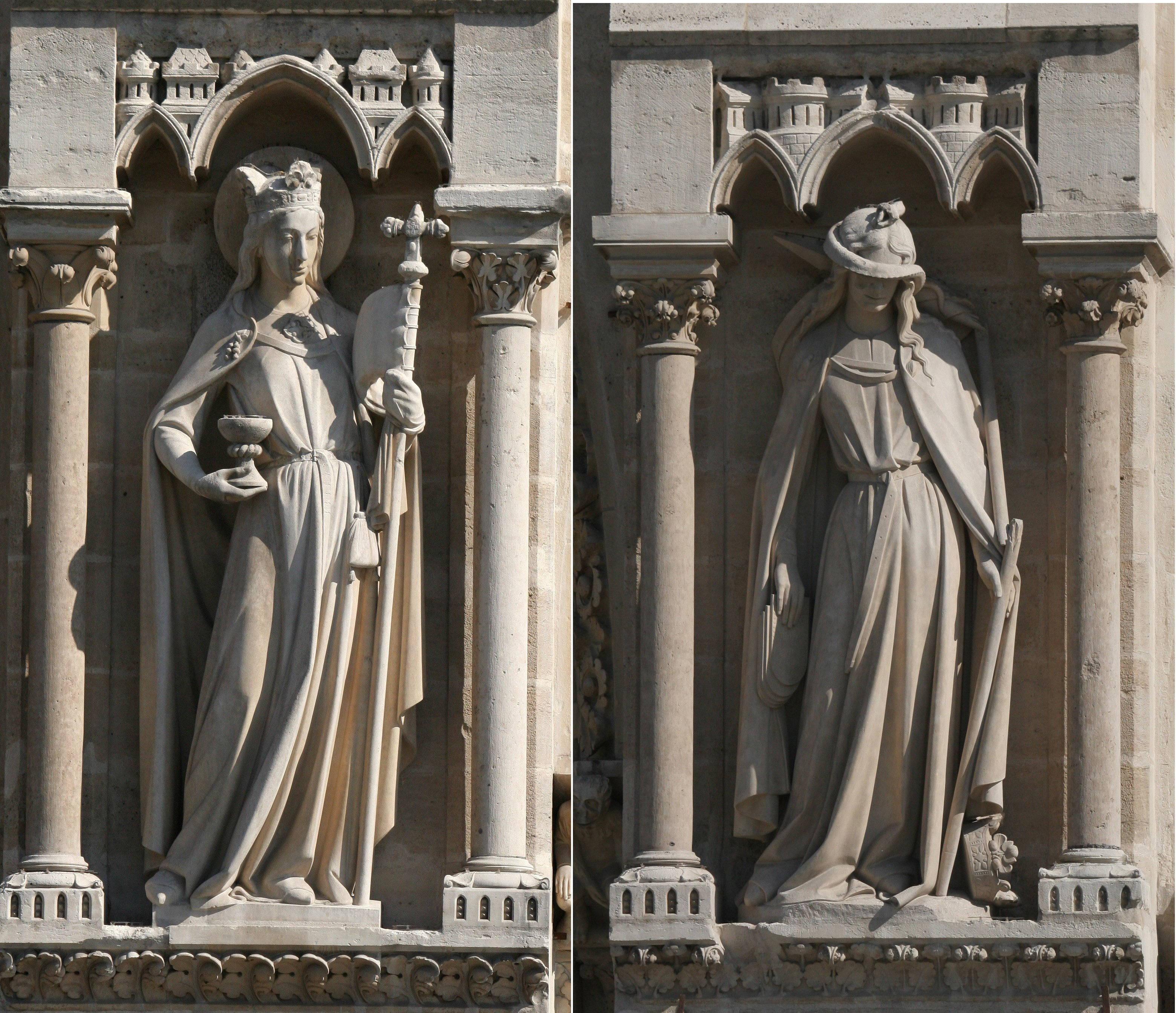
Ecclesia et Synagoga, façade principale de Notre-Dame de Paris. Le bandeau aveuglant Synagoga est devenu un serpent, esprit du mal.

À Notre-Dame de Paris, l'Église et la Synagogue se répondent sur la façade ouest, des deux côtés du portail du Jugement dernier. Les deux statues datent de la première moitié du XIIIe siècle.
L'Église apparaît sous les traits d'une figure royale : la tête droite, coiffée d'une haute couronne, elle tient dans une main le calice et dans l'autre une hampe crucifère, tandis que la couronne royale de la Synagogue, présentée tête nue inclinée, est tombée à ses pieds ; les Tables de la Loi sont sur le point de lui échapper des mains et un serpent lui tient lieu de bandeau, la tête dressée sur le sommet des cheveux, la gueule grande ouverte, prêt à mordre,. L'art reflétant les passions populaires, les artistes ont le dessein de rabaisser la Synagogue. Cette représentation est une caricature — en raison de la dégradation de ce concept avec le temps — des précédentes Synagoga, dans la mesure où le bandeau qui occulte ses yeux est devenu un serpent qui évoque le diable.
Des critiques notent toutefois que, en dépit de sa déchéance, Synagoga montre une « silhouette mince et gracieuse avec des doigts allongés de manière aristocratique et des traits fortement sculptés ». Elle affiche une « beauté douloureuse » et une « dignité sincère » qui ont fait dire à Leo Spitzer qu'il en émane malgré tout une impression de bonté.

### Strasbourg: le bandeau et le dragon

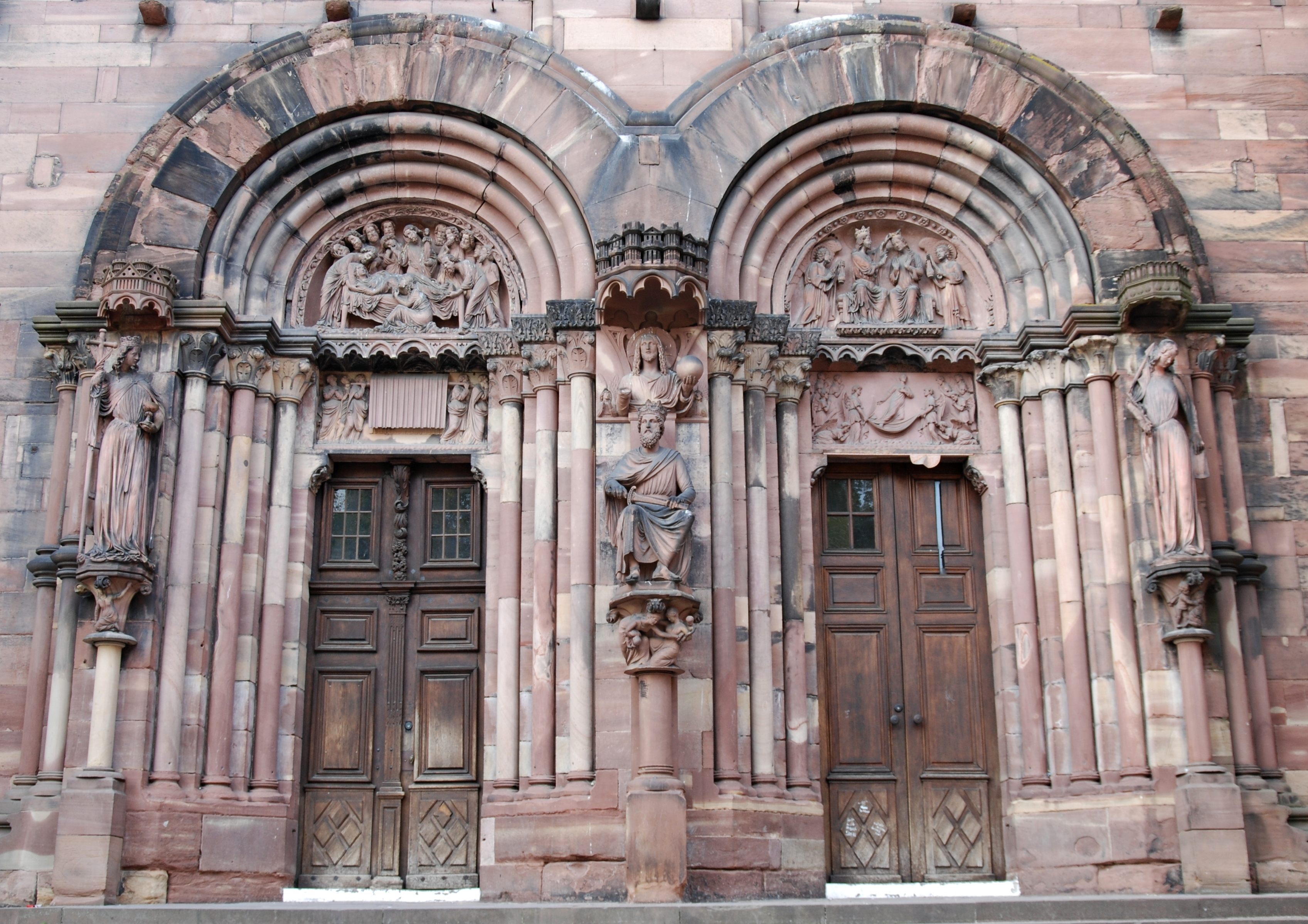
Le double portail sud de la cathédrale de Strasbourg.

Sur le double portail sud de la cathédrale de Strasbourg, les deux sculptures visibles aujourd'hui sont des copies réalisées en 1903 pour Ecclesia et en 1904-1905 pour Synagoga, tandis que les originaux, déposés, se trouvaient déjà dans la maison de l'Œuvre Notre-Dame, tout comme d'autres statues des portails. Ces originaux, encore en bon état à l'époque, étaient menacés par les intempéries, en particulier par le gel qui risquait de faire éclater une partie de Synagoga : aussi cette mesure de mise à l'abri fut-elle prise à titre préventif. Ils sont conservés au musée de l'Œuvre Notre-Dame depuis 1931.

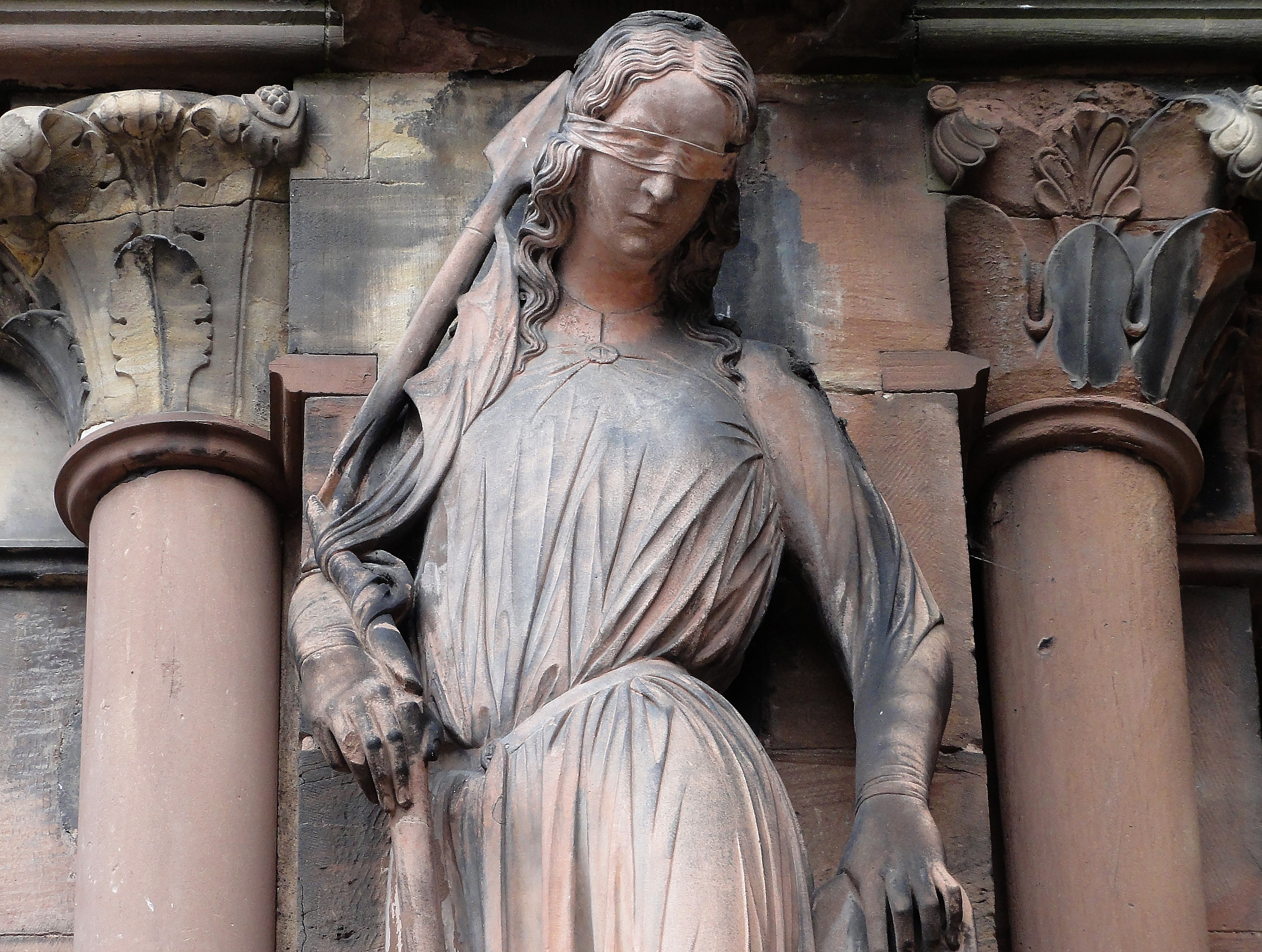
Synagoga, portail sud, cathédrale de Strasbourg.

En mars 2007, la main et la lance de cette réplique de Synagoga ont été brisées par un « acte de vandalisme » qualifié de « stupide » par l'archevêque titulaire, Joseph Doré, qui a dénoncé dans cette « profanation » un « nouvel acte antisémite frappant l'Alsace ».
Synagoga est vaincue et sa lance porte-drapeau est brisée en plusieurs endroits ; la statue d'origine date de 1225-1235. Victorieuse, Ecclesia se dresse face à elle, de l'autre côté de la statue du roi Salomon,. La beauté du visage et de la silhouette de Synagoga signifie peut-être qu'elle n'est pas condamnée à jamais et sera sauvée à la fin des temps quand elle reconnaîtra le Christ. 
Un examen plus détaillé des structures montre toutefois que la conception même des deux statues est différente. Ecclesia tourne la tête vers le roi Salomon, au centre du portail, en reculant le cou vers son épaule droite, dans un mouvement de torsion peu naturel et parfois interprété comme une manière de rendre son port de tête plus altier ; à l'inverse, le corps de Synagoga se fragmente suivant plusieurs angles, à l'instar de sa lance, et n'a d'autre possibilité que de regarder vers le bas. À la rectitude de la première s'oppose la sinuosité de la seconde.

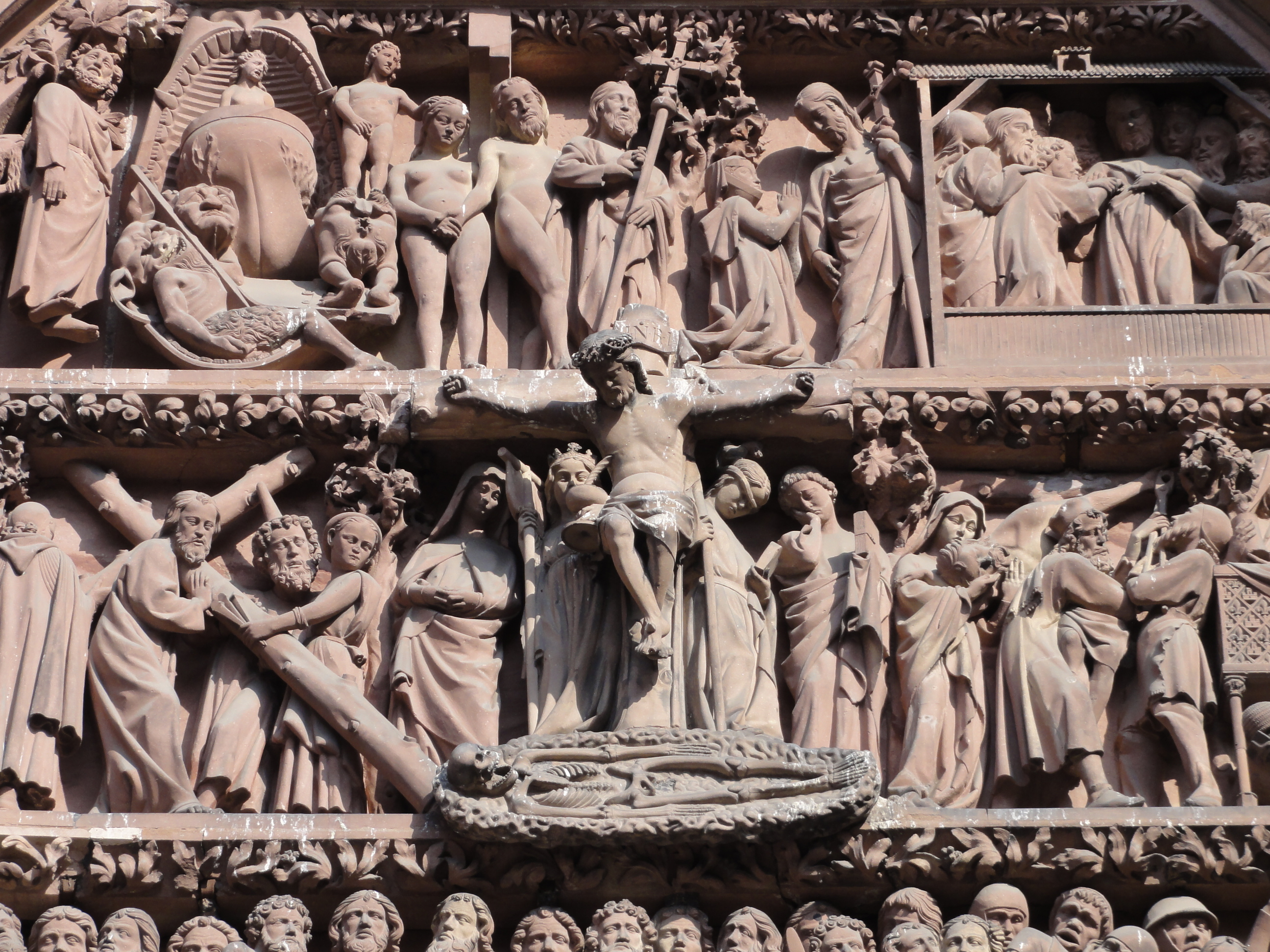
Détail du tympan du portail central de la cathédrale de Strasbourg.

Cependant, toujours à la cathédrale de Strasbourg, une nouvelle représentation de l'Église et de la Synagogue est sculptée vers 1285 au tympan du portail central de la façade occidentale, soit une cinquantaine d'années après celles du portail sud. Il s'agit d'une scène de Crucifixion, dont la croix est mise en avant. Ecclesia et Synagoga sont au plus près de la croix, derrière elle. L'Église recueille le sang qui coule de la plaie du Christ, tandis que la Synagogue se détourne de lui. Elle est aveuglée, mais pas par un bandeau comme sur le portail sud. Ici, la queue d'un dragon qui est posé sur sa tête vient recouvrir ses yeux. Ce choix iconographique atteste d'une évolution dans la représentation de Synagoga, de plus en plus diabolisée, le dragon symbolisant le diable. Cette assimilation de la Synagogue au diable sous-entend que l'« aveuglement » des Juifs est l'œuvre de Satan.

### Moyen Âge tardif: l'instrument du Malin
Le Moyen Âge tardif voit des personnifications encore plus négatives de la Synagogue, y compris dans d'autres arts que la statuaire, en particulier les bibles moralisées. Ces volumes richement décorés et destinés à des familles royales, telle la Bible de saint Louis, abondent en interprétations antijuives aussi bien dans leurs images que dans les légendes qui les accompagnent. Ici, une femme aux yeux bandés, explicitement identifiée à la Synagogue, « médit de Jésus-Christ » ; là, le diable remet des tables à un juif et le commentaire indique : « Jésus-Christ donna aux juifs la vieille Loi et ils ne la comprirent pas ni ne surent que c'est par quoi ils furent et sont confondus et damnés perpétuellement, corps et âme ». 
Autre exemple, dans une Crucifixion illustrant une bible moralisée provenant de Haguenau, Ecclesia recueille le sang de Jésus dans un calice tandis que Synagoga se détourne de la croix pour se livrer au diable, qui lui arrache sa couronne et se jette sur sa tête pour l'empêcher de voir le Christ,. Or ce diable noir, velu, griffu et cornu qu'elle porte sur ses épaules semble capable de lui ordonner des actions maléfiques. La leçon à en retenir est que le judaïsme n'a plus de raison d'être et que la Synagogue est l'instrument du Malin. 
Aux XIVe et XVe siècles, le motif est reproduit et répété à l'envi : seule l'intervention du démon peut expliquer l'« aveuglement » de la Synagogue, comme en témoignent d'autres bibles moralisées en France et en Allemagne. Par conséquent, la Synagogue qui reste fidèle à l'Ancienne Alliance et refuse la Nouvelle, poussée par son obstination satanique, mérite l'enfer.
Paradoxalement, l'image du bandeau sur les paupières est reprise dans des manuscrits juifs, notamment dans un livre de prières du XIVe siècle (Hambourg, Cod. Lev. 37) où une miniature représente une Torah aux yeux bandés à côté de son époux, le peuple d'Israël.

## L'héritage du passé

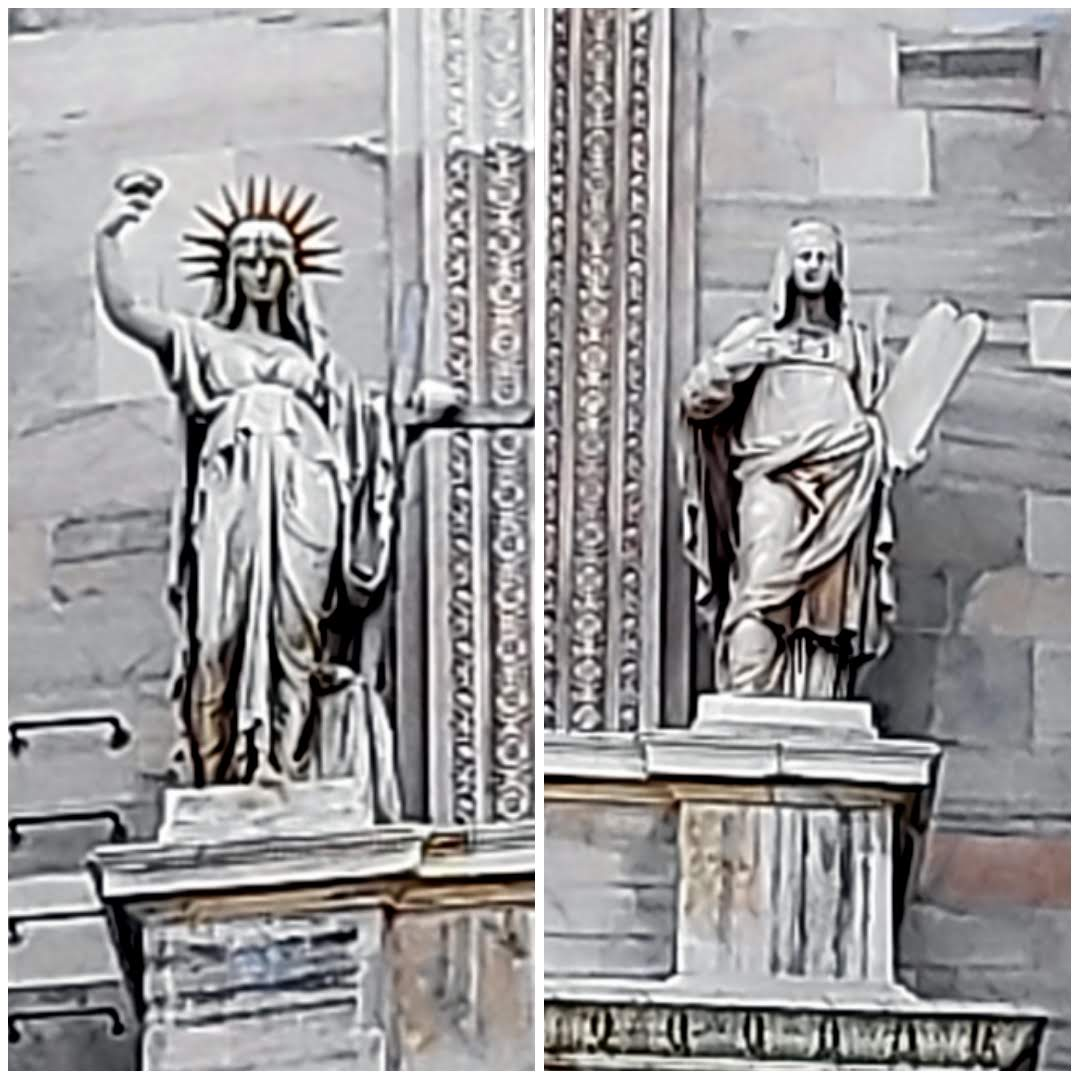
Les sculptures napoléoniennes du dôme de Milan.

Vestige de l'antijudaïsme chrétien du Moyen Âge, la double allégorie d'Ecclesia et de Synagoga, qui a culminé au XIIIe siècle, ne se rencontre plus guère à partir de la Renaissance.
Pourtant, au XIXe siècle et au début du XXe siècle, ce thème iconographique fait sa réapparition de loin en loin, mais cette fois sa signification strictement religieuse se teinte d'une coloration politique, soit dans une volonté d'unification, soit sur fond de considérations racistes.

### Sécularisation
En 1805, Napoléon, qui doit être couronné roi d'Italie le 26 mai de la même année dans le dôme de Milan, regrette que la façade de cet édifice soit restée inachevée et passe diverses commandes en vue de la cérémonie, dont la création des statues d'Ecclesia et de Synagoga. Cependant, les travaux ne sont terminés que sept ans plus tard. Les deux sculptures de Milan révèlent une volonté de sécularisation où s'affirme l'égalité juridique de toutes les religions au sein de l'État napoléonien. Ecclesia incarne en effet l'esprit de liberté de la philosophie des Lumières pendant que Synagoga fait rayonner la morale universelle des Tables de la Loi.

### De l'antijudaïsme à l'antisémitisme

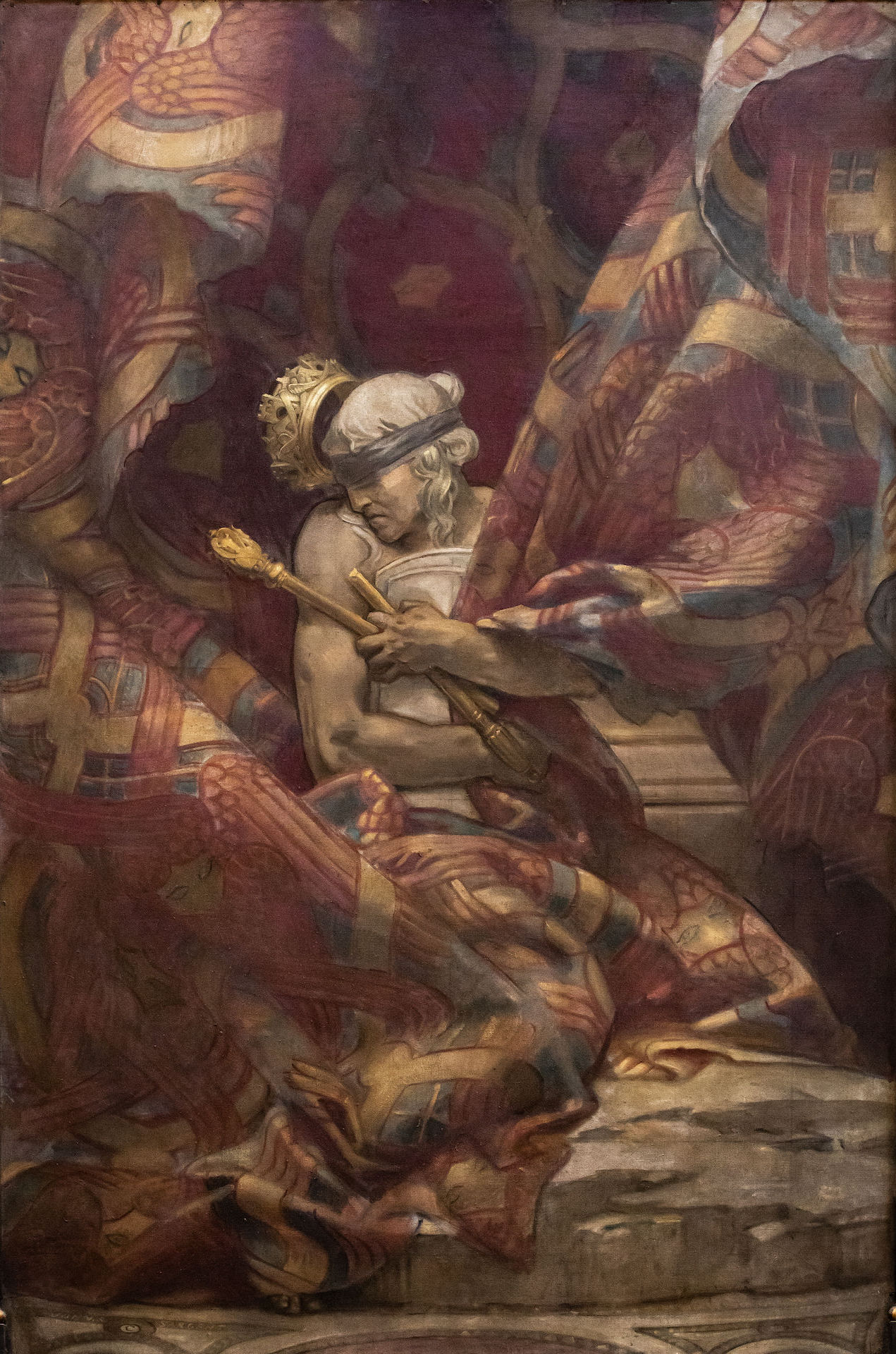
John Singer Sargent, La Synagogue, 1919.

À l'opposé de la cathédrale de Milan, la traditionnelle personnification négative du judaïsme apparaît un siècle plus tard dans une œuvre de John Singer Sargent, La Synagogue (1919). Ce tableau était destiné à former un diptyque avec L'Église, dans un ensemble intitulé Le Triomphe de la religion. Il s'agissait d'une commande de la Bibliothèque publique de Boston. Alors que les images traditionnelles de Synagoga conservaient en général une certaine dignité, Sargent a représenté le personnage d'une manière caricaturale, dans un état de dévastation totale. Cette œuvre fut à l'origine d'un scandale pour cause d'antisémitisme, tandis que l'artiste répondait à l'indignation du public en rattachant ses choix à l'iconographie médiévale.
Mais déjà, plusieurs décennies auparavant, lors de la réfection de Notre-Dame de Paris au XIXe siècle, l'architecte et historien Daniel Ramée écrivait que, s'il connaissait personnellement des « Juifs bons et charitables », des cathédrales françaises construites au XIIIe siècle comme celle de Paris n'étaient « pas chrétiennes » en raison de leur « élément phénicien-sémitique connu sous le nom de Juif en Europe ». Pour ce contemporain de Victor Hugo, Notre-Dame de Paris n'était que trop juive dans son imagerie. Daniel Ramée croyait en l'existence d'une « école secrète » d'architecture qui aurait « conservé le génie de la liberté des races germaniques » et dont il a retracé l'histoire dans sa Théologie cosmogonique ou reconstitution de l'ancienne et primitive loi. Cet ouvrage, paru en 1853, est proche de l'Essai sur l'inégalité des races humaines d'Arthur de Gobineau, publié la même année. Convaincu de la supériorité des « races aryennes », particulièrement par rapport aux « Hébreux », et inspiré par la littérature antisémite allemande de son époque, Ramée a entrepris une Histoire générale de l'architecture en trois volumes (1860-1885) à partir du degré de « pureté des peuples » en termes d'« aryanité ».

### Un autre monde

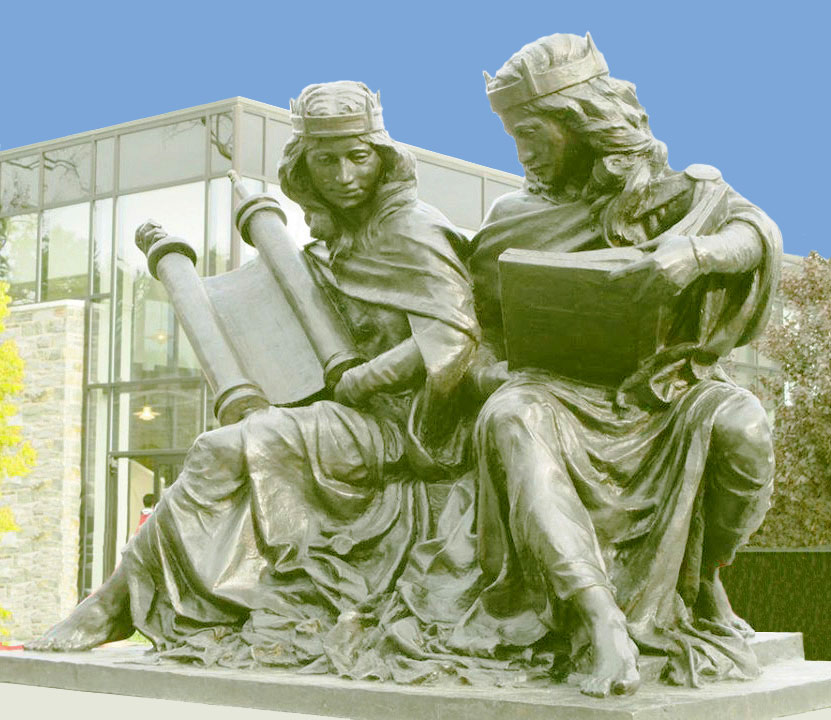
Synagoga and Ecclesia in Our Time, 2015.

À la suite du concile Vatican II, les relations entre judaïsme et christianisme ont été redéfinies par l'Église catholique dans la déclaration Nostra Ætate sur le dialogue interreligieux (1965), dont la section 4 concerne ses liens avec le judaïsme. Ceux-ci peuvent se résumer à la formule : « une seule Alliance en deux Testaments ».
En 2015, pour célébrer le cinquantenaire de Nostra Ætate, l'université Saint-Joseph de Philadelphie a commandé une monumentale sculpture de bronze à l'artiste américain Joshua Koffman. Contrairement à la tradition iconographique, l'œuvre, intitulée Synagoga and Ecclesia in Our Time (« Synagoga et Ecclesia à notre époque »), montre la Synagogue et l'Église sous l'apparence de deux reines couronnées, d'une égale majesté. Cette sculpture a été bénie par le pape François. D'autres artistes contemporains, notamment en Allemagne, proposent la même lecture à travers leurs vitraux et leurs sculptures.
Au mois de novembre 2024, à l'occasion de la réouverture de la cathédrale Notre-Dame de Paris, le grand-rabbin de France Haïm Korsia a déclaré : « L'histoire c'est l'histoire, on ne va pas briser les statues [Ecclesia et Synagoga]. Aujourd'hui, depuis Vatican II, on parle d'un autre monde en ce qui concerne les relations entre l'Église catholique et le judaïsme ».

## Galerie

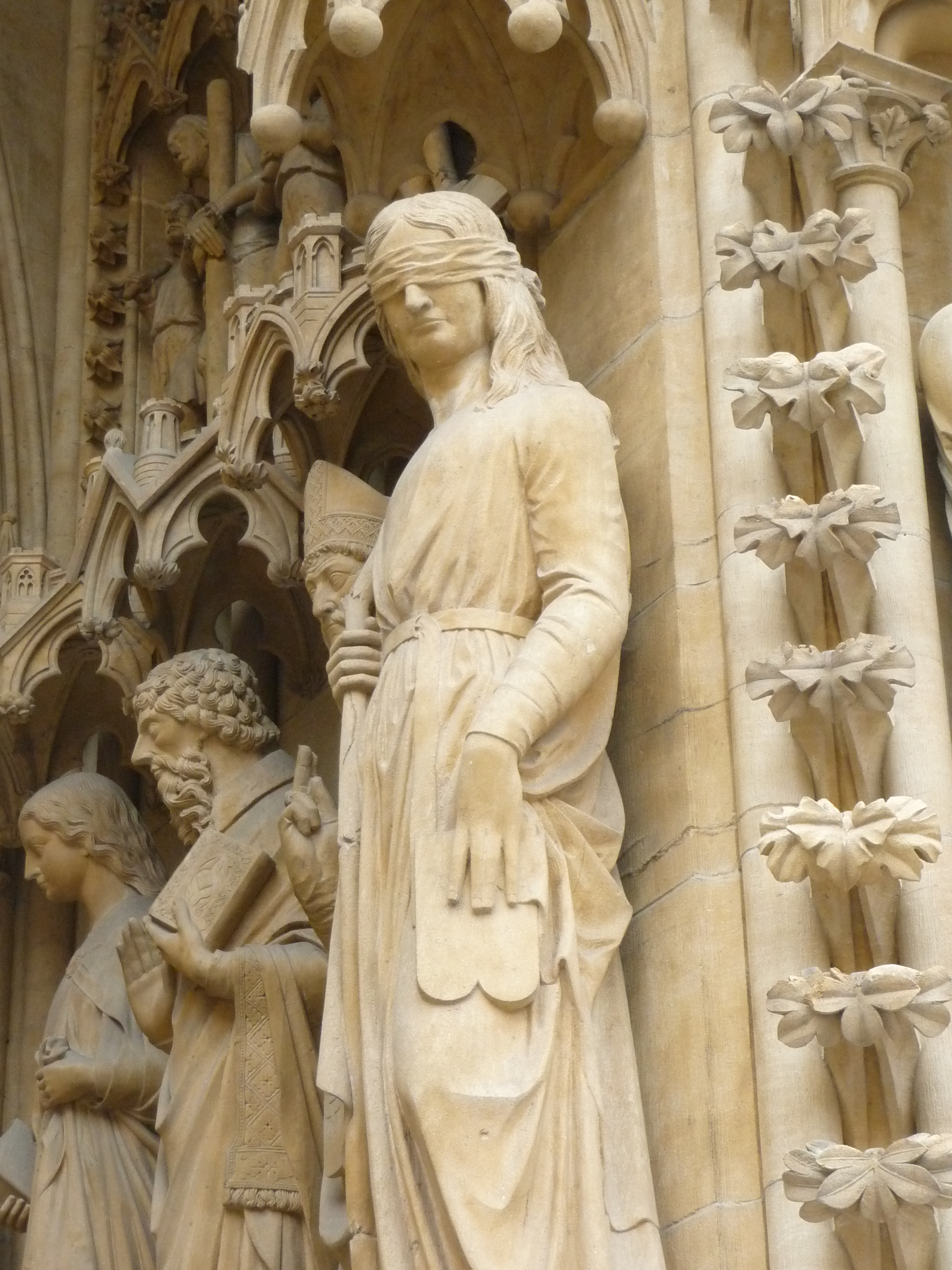
Synagoga, cathédrale de Metz
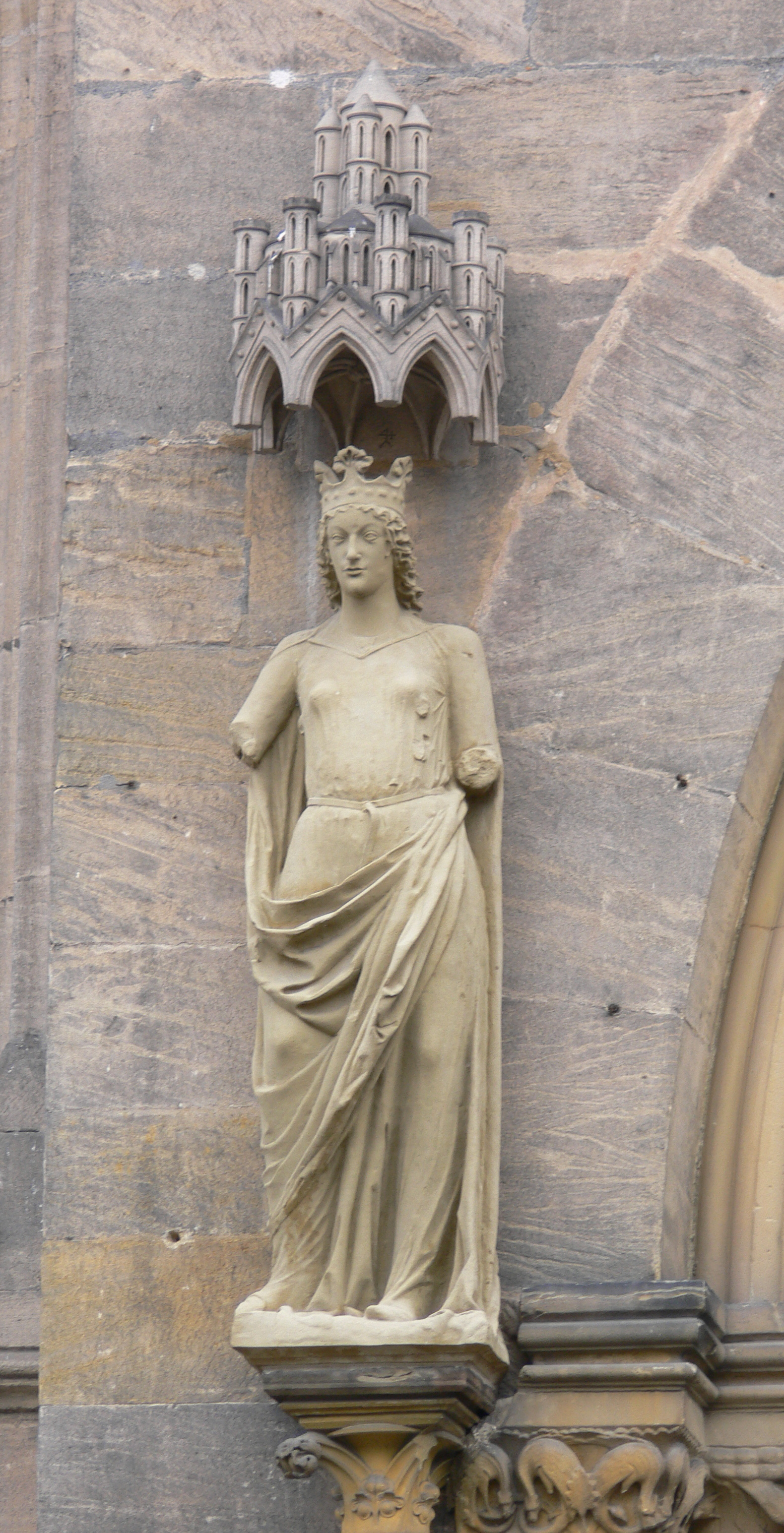
Ecclesia, cathédrale de Bamberg, XIIIe siècle
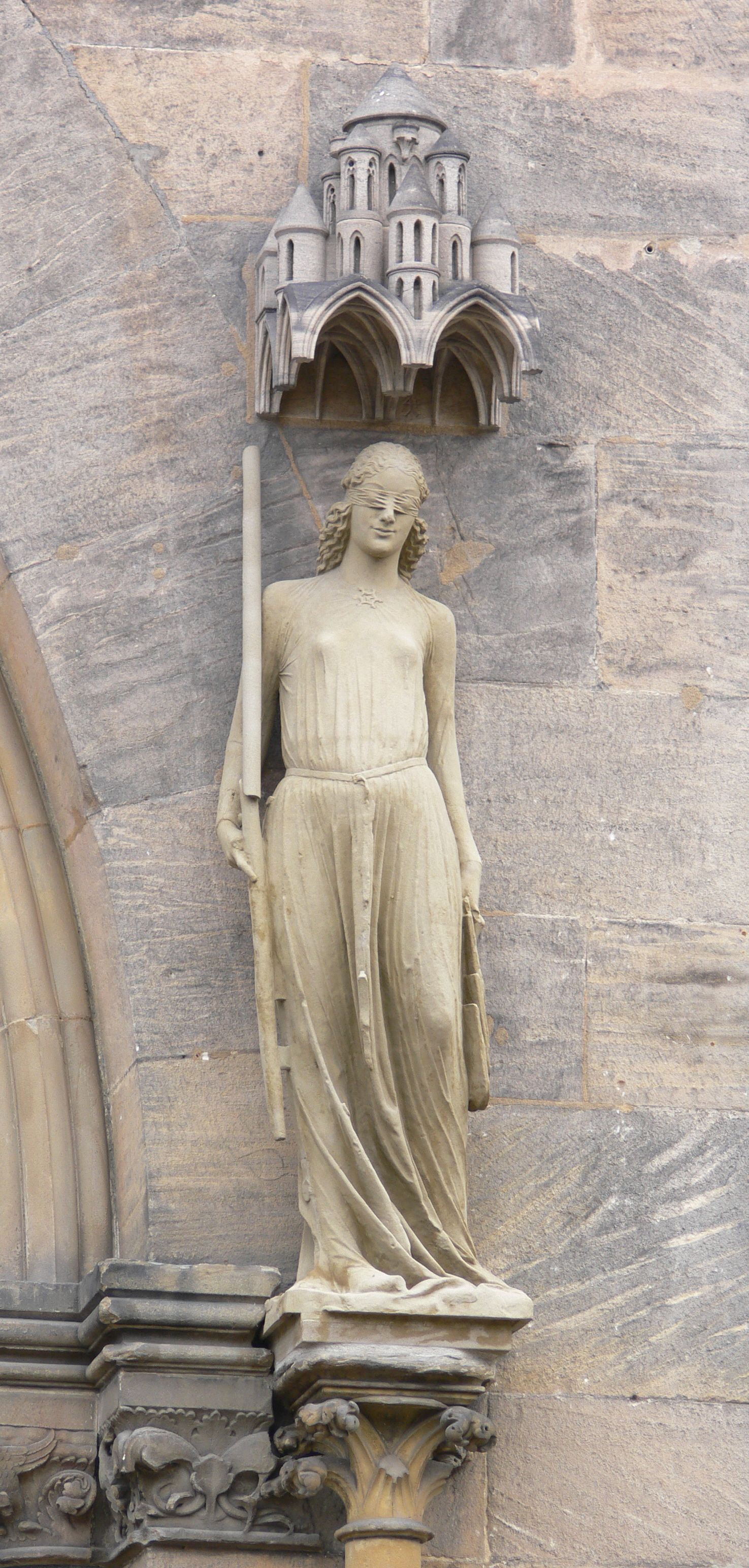
Synagoga, cathédrale de Bamberg, XIIIe siècle
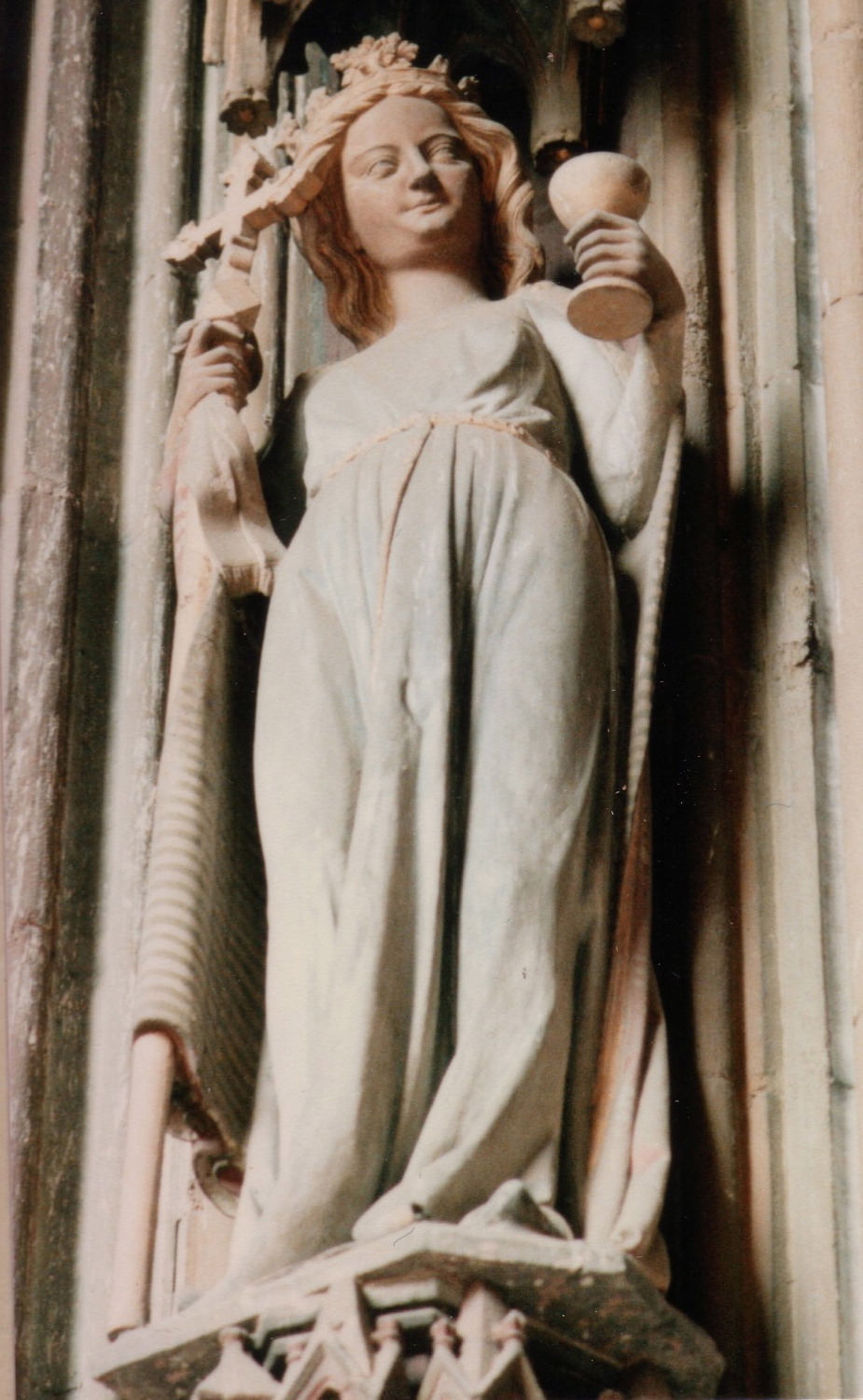
Ecclesia, cathédrale de Fribourg-en-Brisgau, XIVe siècle
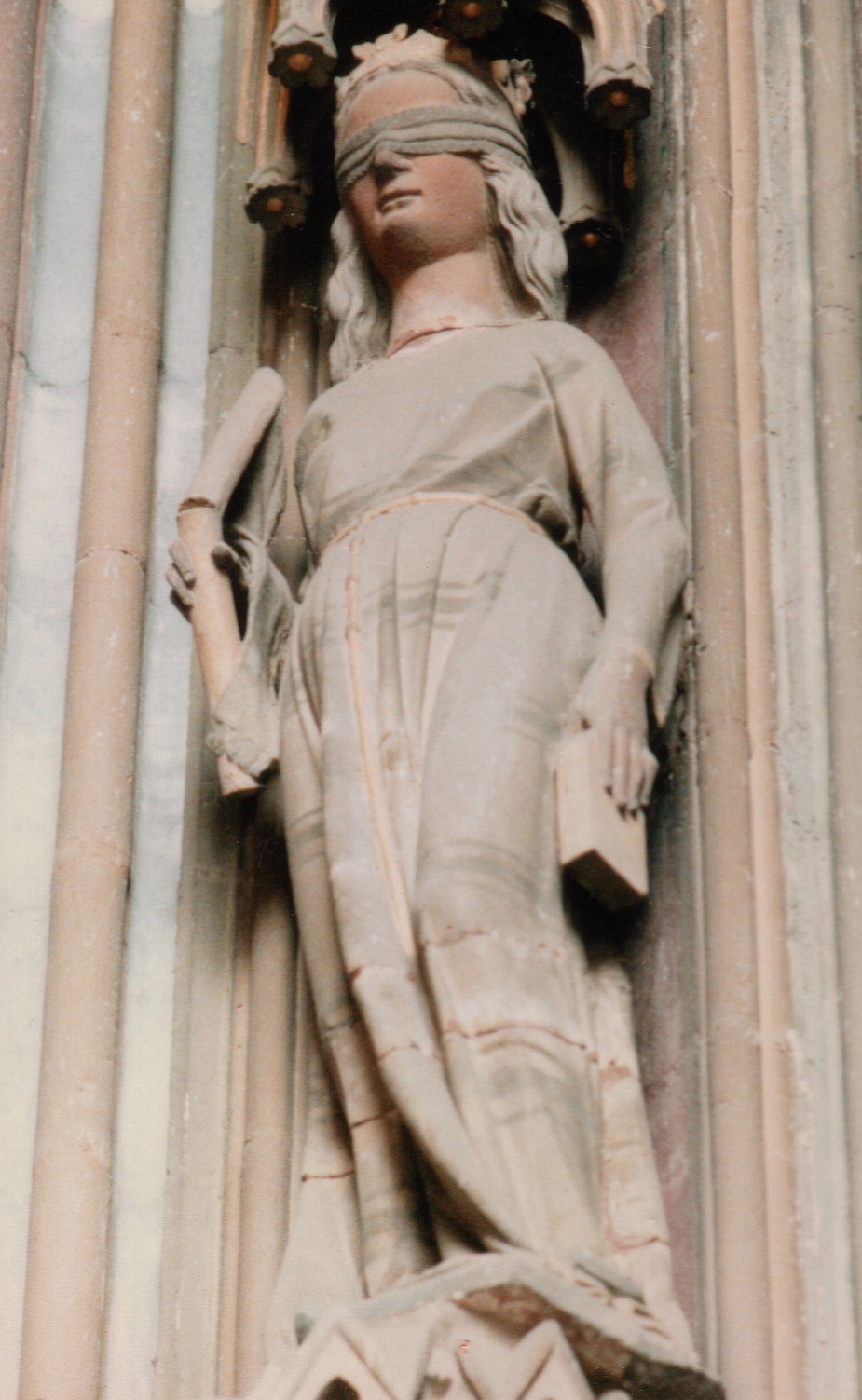
Synagoga, cathédrale de Fribourg-en-Brisgau, XIVe siècle
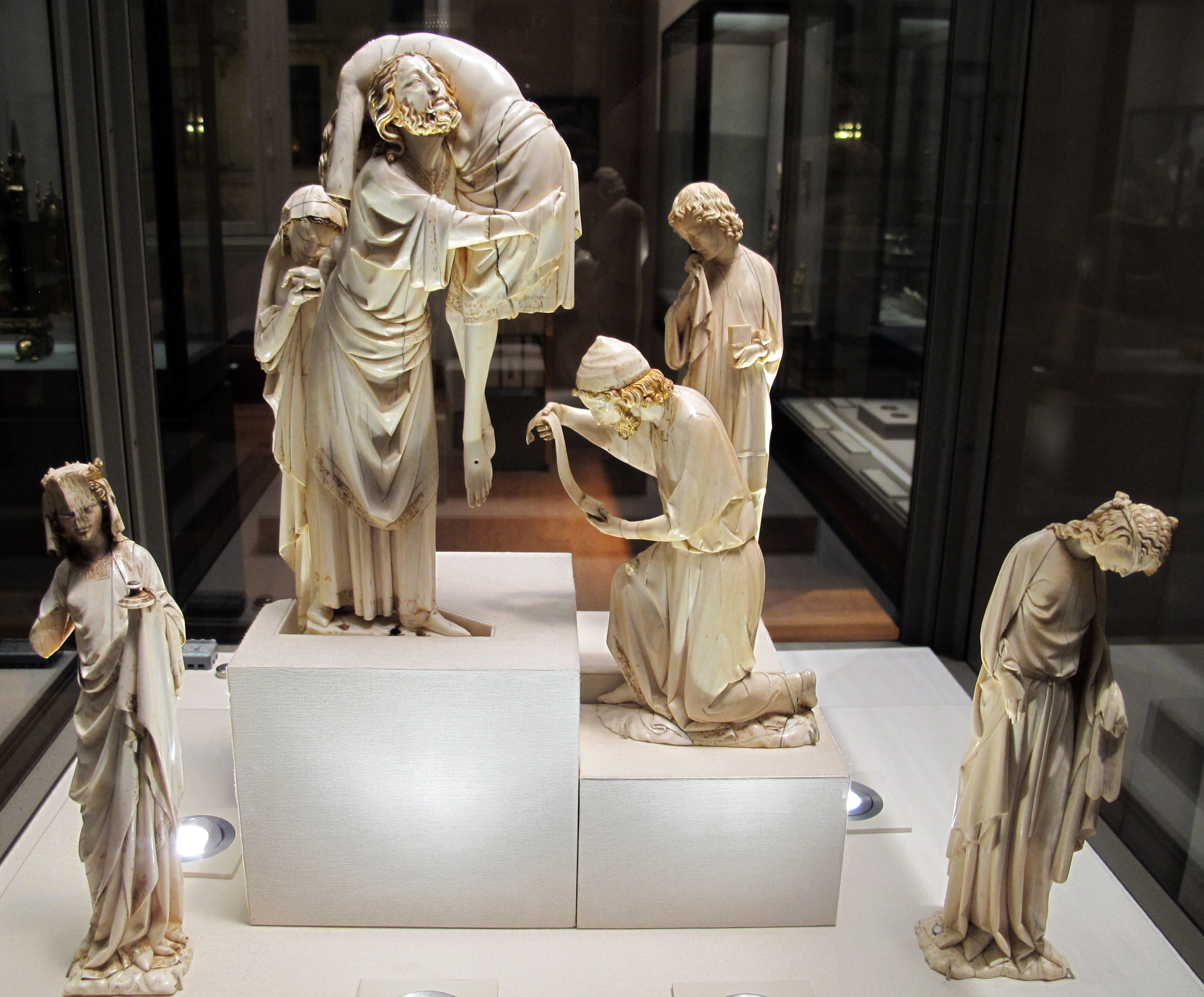
Descente de croix, ivoire, v. 1270, musée du Louvre

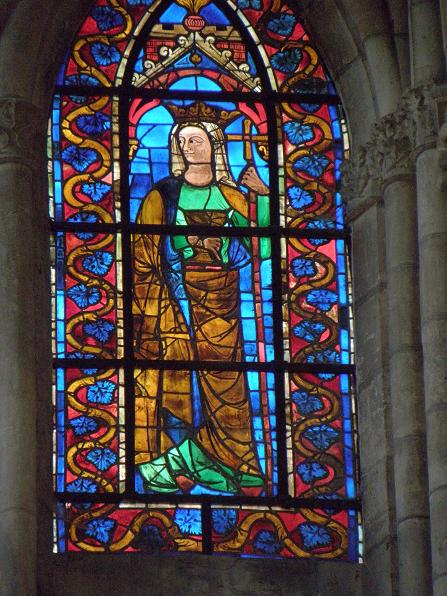
Ecclesia, vitrail du transept nord, cathédrale de Châlons-en-Champagne, 2e moitié du XIIIe siècle
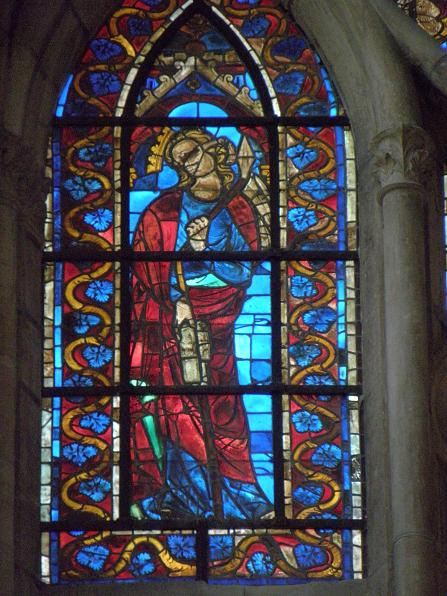
Synagoga, vitrail du transept nord, cathédrale de Châlons-en-Champagne, 2e moitié du XIIIe siècle
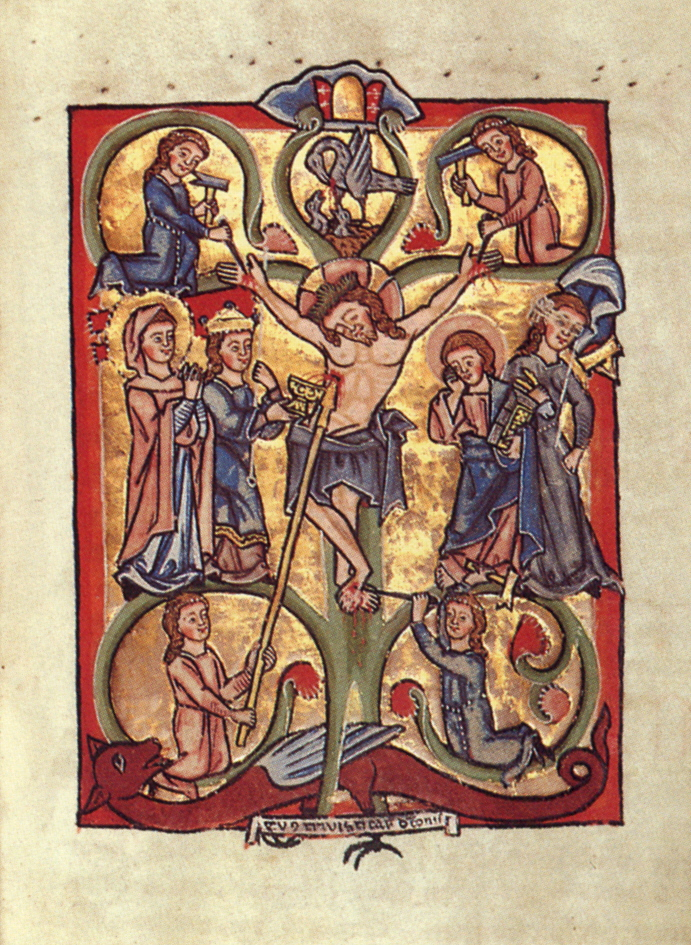
Ecclesia avec un calice, et Synagoga tenant une tête de bouc. Psautier de Scherenberg, v. 1260, Strasbourg
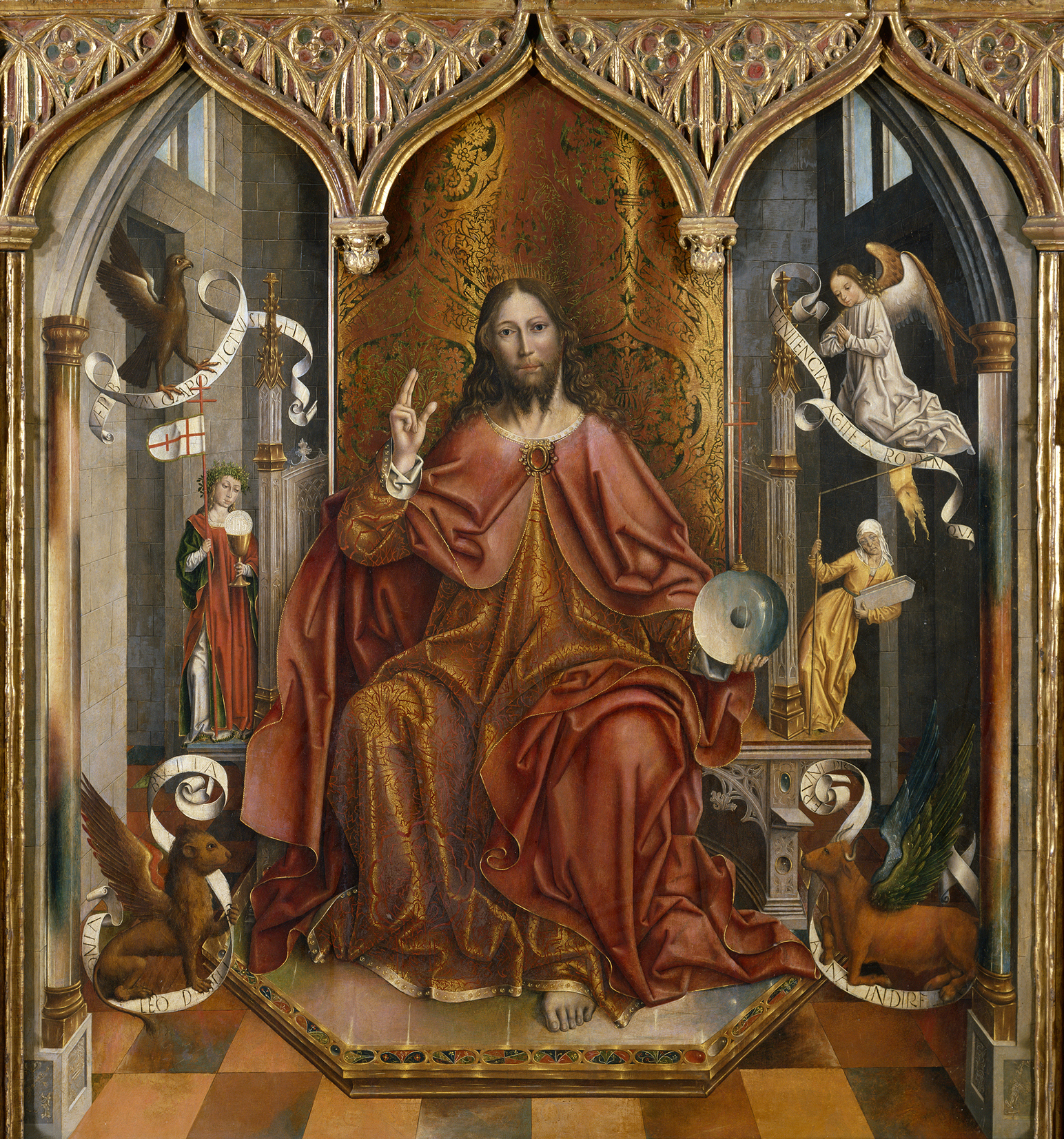
Fernando Gallego, Salvator Mundi, v. 1495, musée du Prado
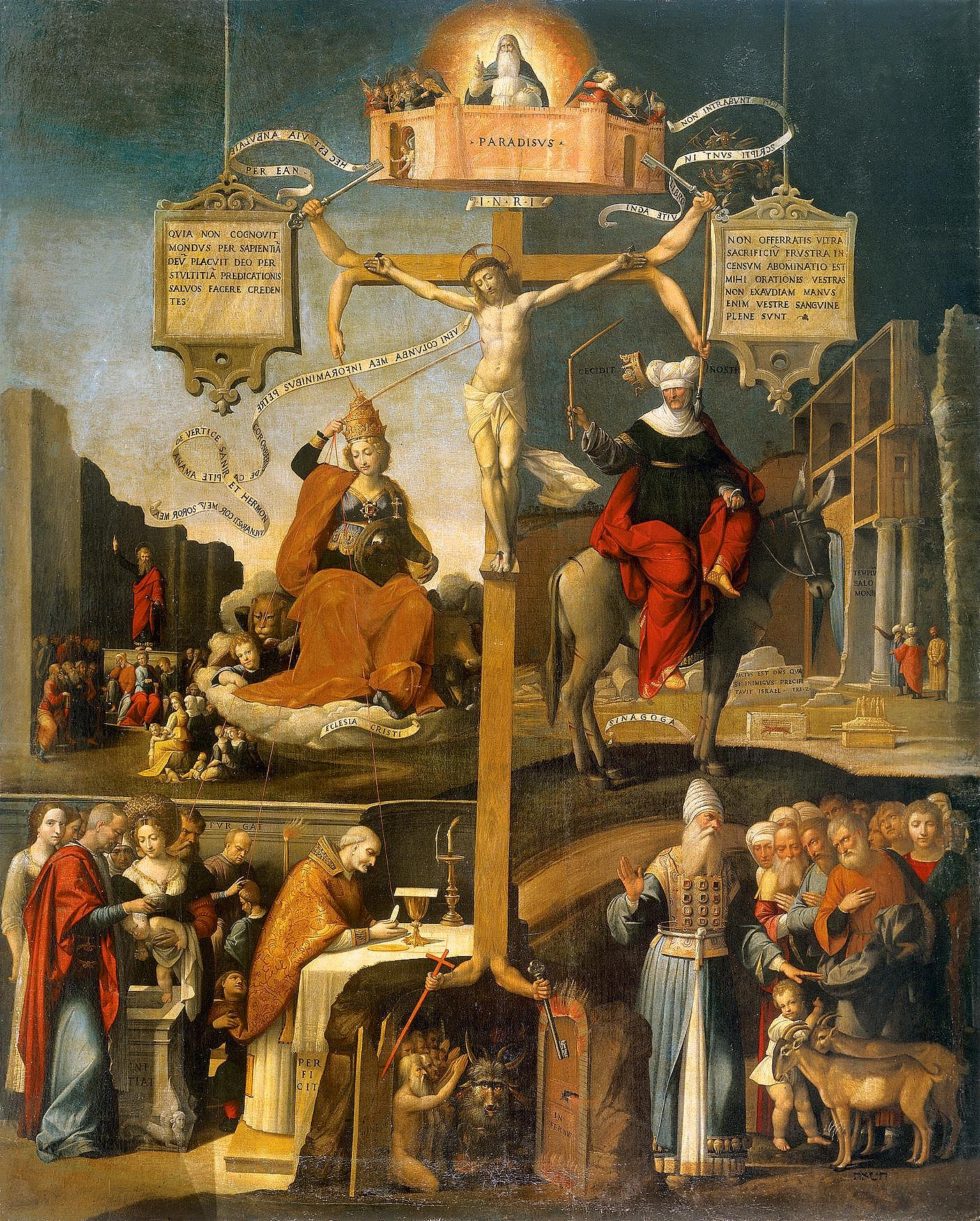
Benvenuto Tisi, Allegoria dell'antico e nuovo testamento con trionfo della chiesa sulla sinagoga, v. 1530, musée de l'Ermitage
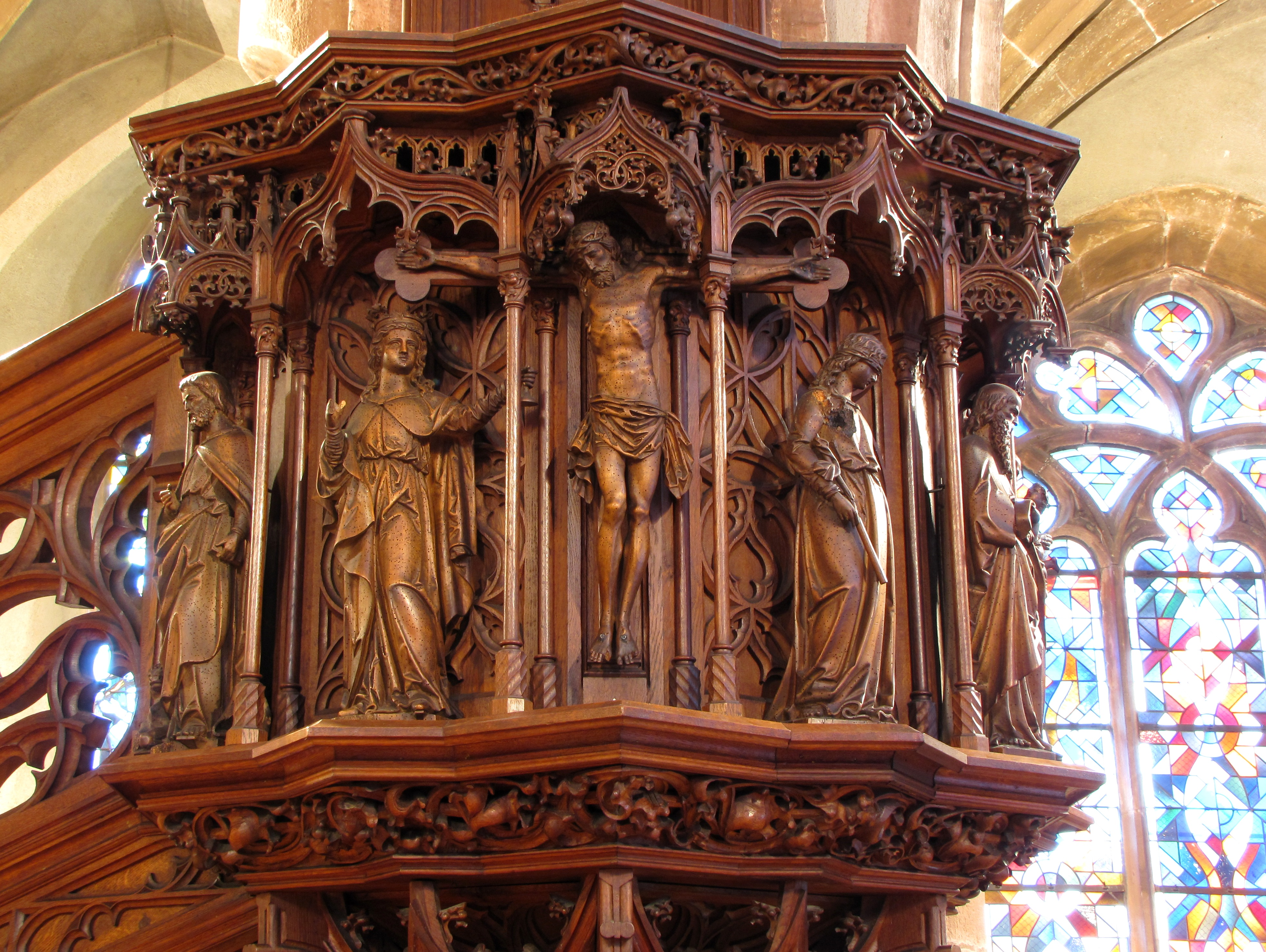
Théophile Klem, chaire de l'église Sainte-Croix de Kaysersberg, 1886